# Olympische Sommerspiele 1908/Teilnehmer (Großbritannien)
| Gelbes Symbol für Goldmedaillen mit stilisierten Olympischen Ringen | Graues Symbol für Silbermedaillen mit stilisierten Olympischen Ringen | Braundes Symbol für Bronzemedaillen mit stilisierten Olympischen Ringen |
| ------------------------------------------------------------------- | --------------------------------------------------------------------- | ----------------------------------------------------------------------- |
| 56                                                                  | 51                                                                    | 40                                                                      |

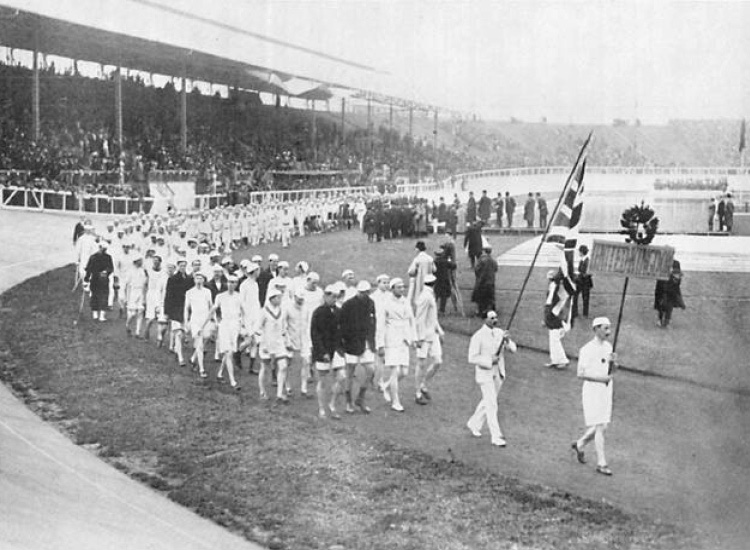
Einmarsch der britischen Athleten während der Eröffnungsfeier

Das Vereinigte Königreich nahm an den Olympischen Sommerspielen 1908 in London, England, mit einer Delegation von 737 Sportlern teil. Dabei konnten die Athleten 56 Gold-, 51 Silber- und 39 Bronzemedaillen gewinnen.

## Medaillengewinner

### Olympiasieger

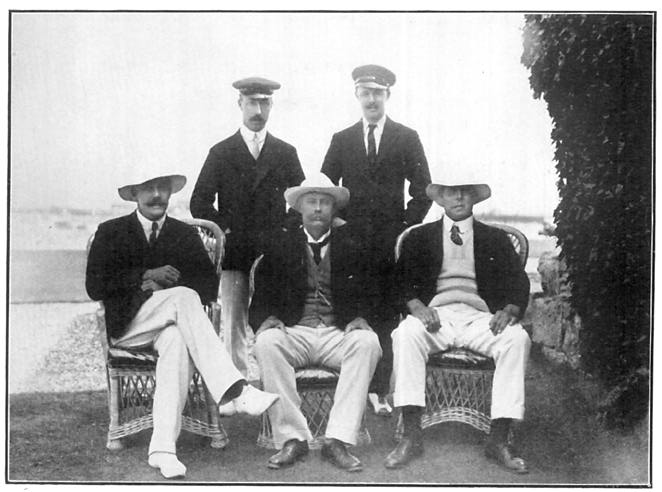
Die Crew der siegreichen Cobweb in der 8-Meter-Klasse im Segeln

| Name | Sportart       | Wettkampf                               |
| --- | -------------- | --------------------------------------- |
| William Dod | Bogenschießen  | York Round                              |
| Sybil Newall | Bogenschießen  | National Round                          |
| Johnny Douglas | Boxen          | Mittelgewicht (bis 71,67 kg)            |
| Frederick Grace | Boxen          | Leichtgewicht (bis 63,50 kg)            |
| Richard Gunn | Boxen          | Federgewicht (bis 57,15 kg)             |
| Albert Oldman | Boxen          | Schwergewicht (über 71,67 kg)           |
| Henry Thomas | Boxen          | Bantamgewicht (bis 52,62 kg)            |
| Madge Syers | Eiskunstlauf   | Damen                                   |
| Horace Bailey (Torwart) Arthur Berry Frederick Chapman Walter Corbett Harold Hardman Robert Hawkes Kenneth Hunt Herbert Smith Harry Stapley Clyde Purnell Vivian Woodward | Fußball        | Männer                                  |
| Louis Baillon Harry Freeman Eric Green Gerald Logan Alan Noble Edgar Page Reginald Pridmore Percy Rees John Robinson Stanley Shoveller Harvey Wood (Torwart)              | Hockey         | Männer                                  |
| Tim Ahearne | Leichtathletik | Dreisprung                              |
| Wyndham Halswelle | Leichtathletik | 400 m                                   |
| George Larner | Leichtathletik | 3500 m Gehen                            |
| George Larner | Leichtathletik | 10 Meilen Gehen (16.093 m)              |
| Arthur Russell | Leichtathletik | 3200 m Hindernis                        |
| Emil Voigt | Leichtathletik | 5 Meilen (8047 m)                       |
| William Coales Joe Deakin Archie Robertson | Leichtathletik | 3-Meilen-Mannschaftslauf (4828 m)       |
| Thomas Thornycroft Bernard Redwood John Field-Richards | Motorboot      | B-Klasse 40 Meilen                      |
| Thomas Thornycroft Bernard Redwood John Field-Richards | Motorboot      | C-Klasse 40 Meilen                      |
| Herbert Wilson Charles Miller George Miller Patteson Nickalls | Polo           | Männer                                  |
| Evan Baillie Noel | Rackets        | Einzel                                  |
| Vane Pennell John Jacob Astor | Rackets        | Doppel                                  |
| Charles Bartlett | Radsport       | 100 km                                  |
| Victor Johnson | Radsport       | 660 Yards (603,491 m)                   |
| Benjamin Jones | Radsport       | 5 km                                    |
| Clarence Kingsbury | Radsport       | 20 km                                   |
| Benjamin Jones Clarence Kingsbury Leon Meredith Ernest Payne | Radsport       | 1980 Yards Mannschaftsverfolgung        |
| George de Relwyskow | Ringen         | Leichtgewicht (bis 66,6 kg)             |
| Stanley Bacon | Ringen         | Mittelgewicht (bis 73 kg)               |
| George Con O’Kelly | Ringen         | Schwergewicht (über 73 kg)              |
| Harry Blackstaffe | Rudern         | Einer                                   |
| John Fenning Gordon Thomson | Rudern         | Zweier ohne Steuermann                  |
| Collier Cudmore Angus Gillan Duncan Mackinnon John Somers-Smith | Rudern         | Vierer ohne Steuermann                  |
| Albert Gladstone Frederick Kelly Banner Johnstone Guy Nickalls Charles Burnell Ronald Sanderson Raymond Etherington-Smith Henry Bucknall Gilchrist Maclagan               | Rudern         | Achter                                  |
| Arthur Carnell | Schießen       | Kleinkalibergewehr liegend              |
| John Fleming | Schießen       | Kleinkalibergewehr bewegliches Ziel     |
| Joshua Millner | Schießen       | Armeegewehr                             |
| William Styles | Schießen       | Kleinkalibergewehr verschwindendes Ziel |
| Maurice Matthews Harold Humby William Pimm Edward Amoore | Schießen       | Kleinkalibergewehr Mannschaft           |
| Alexander Maunder James Pike Charles Palmer John Postans Frank Moore Peter Easte                                                                                          | Schießen       | Wurfscheibenschießen Mannschaft         |
| Frederick Holman | Schwimmen      | 200 m Brust                             |
| Henry Taylor | Schwimmen      | 400 m Freistil                          |
| Henry Taylor | Schwimmen      | 1500 m Freistil                         |
| John Derbyshire Paul Radmilovic William Foster Henry Taylor | Schwimmen      | 4 × 200 m Freistil                      |
| Charles Crichton Gilbert Laws Thomas McMeekin | Segeln         | 6-Meter-Klasse                          |
| Norman Bingley Richard Dixon Charles Rivett-Carnac Frances Rivett-Carnac                                                                                                  | Segeln         | 7-Meter-Klasse                          |
| Charles Campbell Blair Cochrane John Rhodes Henry Sutton Arthur Wood | Segeln         | 8-Meter-Klasse                          |
| John Aspin John Buchanan James Bunten Arthur Downes John Downes David Dunlop Thomas Glen-Coats John Mackenzie Albert Martin Gerald Tait                                   | Segeln         | 12-Meter-Klasse                         |
| Edward Barrett Frederick Goodfellow William Hirons Frederick Humphreys Albert Ireton Frederick Merriman Edwin Mills James Shepherd                                        | Tauziehen      | Männer                                  |
| Dorothea Douglass | Tennis         | Frauen, Einzel (Rasen)                  |
| Gwendoline Eastlake-Smith | Tennis         | Frauen, Einzel (Halle)                  |
| Arthur Gore | Tennis         | Männer, Einzel (Halle)                  |
| Josiah Ritchie | Tennis         | Männer, Einzel (Rasen)                  |
| George Hillyard Reginald Doherty | Tennis         | Männer, Doppel (Rasen)                  |
| Arthur Gore Herbert Roper Barrett | Tennis         | Männer, Doppel (Halle)                  |
| George Cornet Charles Forsyth George Nevinson Paul Radmilovic Charles Sydney Smith Thomas Thould George Wilkinson                                                         | Wasserball     | Männer                                  |

### Silber
| Name | Sportart       | Wettkampf                                |
| --- | -------------- | ---------------------------------------- |
| Reginald Brooks-King | Bogenschießen  | York Round                               |
| Lottie Dod | Bogenschießen  | National Round                           |
| John Condon | Boxen          | Bantamgewicht (bis 52,62 kg)             |
| Charles Morris | Boxen          | Federgewicht (bis 57,15 kg)              |
| Frederick Spiller | Boxen          | Leichtgewicht (bis 63,50 kg)             |
| Sydney Evans | Boxen          | Schwergewicht (über 71,67 kg)            |
| Arthur Cumming | Eiskunstlaufen | Spezialfiguren Herren                    |
| Phyllis Johnson James H. Johnson | Eiskunstlaufen | Paare                                    |
| Edgar Amphlett Leaf Daniell Cecil Haig Martin Holt Robert Montgomerie Edgar Seligman | Fechten        | Degen Mannschaft                         |
| Percy Allman-Smith Henry Brown Walter Campbell William Graham Richard Gregg Edward Holmes (Torwart) Robert Kennedy Henry Murphy Walter Peterson Charles Power Frank Robinson                                         | Hockey         | Männer                                   |
| Eustace Miles | Jeu de Paume   | Männer                                   |
| George Alexander George Buckland Eric Dutton Sydney Hayes Wilfrid Johnson Edward Jones Reginald Martin Gerald Mason Johnson Parker-Smith Hubert Ramsey Charles Scott Norman Whitley                                  | Lacrosse       | Männer                                   |
| Denis Horgan | Leichtathletik | Kugelstoßen                              |
| Con Leahy | Leichtathletik | Hochsprung                               |
| Edward Owen | Leichtathletik | 5 Meilen (8047 m)                        |
| Archie Robertson | Leichtathletik | 3200 m Hindernis                         |
| Harold Wilson | Leichtathletik | 1500 m                                   |
| Ernest Webb | Leichtathletik | 3500 m Gehen                             |
| Ernest Webb | Leichtathletik | 10 Meilen Gehen (16.093 m)               |
| Walter Jones Frederick Freake John Wodehouse Walter Buckmaster | Polo           | Männer                                   |
| Percy O’Reilly Hardress Lloyd John McCann Auston Rotheram | Polo           | Männer                                   |
| Henry Leaf | Rackets        | Einzel                                   |
| Edmund Bury Cecil Browning | Rackets        | Doppel                                   |
| Charles Denny | Radsport       | 100 km                                   |
| Benjamin Jones | Radsport       | 20 km                                    |
| Frederick Hamlin Thomas Johnson | Radsport       | 2000 m Tandem                            |
| William Press | Ringen         | Bantamgewicht (bis 54 kg)                |
| George de Relwyskow | Ringen         | Mittelgewicht (bis 73 kg)                |
| James Slim | Ringen         | Federgewicht (bis 60,3 kg)               |
| William Wood | Ringen         | Leichtgewicht (bis 66,6 kg)              |
| Alexander McCulloch | Rudern         | Einer                                    |
| George Fairbairn Philip Verdon | Rudern         | Zweier ohne Steuermann                   |
| Philip Filleul Harold Barker John Fenning Gordon Thomson | Rudern         | Vierer ohne Steuermann                   |
| James Davey Frederick Dean Dick Jackett Edward Jackett Eddie Jones Jimmy Jose Arthur Lawry Charlie Marshall Barney Solomon Bert Solomon Nicholas Tregurtha Joe Trevaskis Thomas Wedge Thomas Willcocks Arthur Wilson | Rugby          | Männer                                   |
| Harold Hawkins | Schießen       | Kleinkalibergewehr verschwindendes Ziel  |
| Harold Humby | Schießen       | Kleinkalibergewehr liegend               |
| Maurice Matthews | Schießen       | Kleinkalibergewehr bewegliches Ziel      |
| Thomas Ranken | Schießen       | Laufender Hirsch Einzelschuss            |
| Thomas Ranken | Schießen       | Laufender Hirsch Doppelschuss            |
| Charles Nix William Lane-Joynt William Ellicott Thomas Ranken | Schießen       | Laufender Hirsch Einzelschuss Mannschaft |
| Harcourt Ommundsen Fleetwood Varley Arthur Fulton Philip Richardson Walter Padgett John Martin | Schießen       | Armeegewehr Mannschaft                   |
| Thomas Battersby | Schwimmen      | 1500 m Freistil                          |
| William Robinson | Schwimmen      | 200 m Brust                              |
| John Adam James Baxter William Davidson John Jellico J. Graham Kenion Thomas Littledale Charles MacIver Charles R. MacIver Charles MacLeod-Robertson James Spence                                                    | Segeln         | 12-Meter-Klasse                          |
| Thomas Butler Jim Clarke William Greggan Alexander Kidd Daniel McDonald Lowey Patrick Philbin George Smith Thomas Swindlehurst                                                                                       | Tauziehen      | Männer                                   |
| Dora Boothby | Tennis         | Einzel Frauen (Rasen)                    |
| George Caridia | Tennis         | Einzel Männer (Halle)                    |
| Alice Greene | Tennis         | Einzel Frauen (Halle)                    |
| George Caridia George Miéville Simond | Tennis         | Doppel Männer (Halle)                    |
| Josiah Ritchie James Parke | Tennis         | Doppel Männer (Rasen)                    |
| Walter Tysall | Turnen         | Einzelmehrkampf                          |

### Bronze
| Name | Sportart       | Wettkampf                               |
| --- | -------------- | --------------------------------------- |
| Beatrice Hill-Lowe | Bogenschießen  | National Round                          |
| Harry Johnson | Boxen          | Leichtgewicht (bis 63,50 kg)            |
| Frank Parks | Boxen          | Schwergewicht (über 71,67 kg)           |
| William Philo | Boxen          | Mittelgewicht (bis 71,67 kg)            |
| Hugh Roddin | Boxen          | Federgewicht (bis 57,15 kg)             |
| William Webb | Boxen          | Bantamgewicht (bis 52,62 kg)            |
| Dorothy Greenhough-Smith | Eiskunstlaufen | Frauen                                  |
| George Hall-Say | Eiskunstlaufen | Männer                                  |
| Madge Syers Edgar Syers | Eiskunstlaufen | Paare                                   |
| Neville Bulwer-Lytton | Jeu de Paume   | Männer                                  |
| Norman Hallows | Leichtathletik | 1500 m                                  |
| Edward Spencer | Leichtathletik | 10 Meilen Gehen (16.093 m)              |
| Jimmy Tremeer | Leichtathletik | 400 m Hürden                            |
| Alexander Burt John Burt (Torwart) Andrew Dennistoun Charles Foulkes Hew Fraser John Harper-Orr Ivan Laing Hugh Neilson William Orchardson Norman Stevenson Hugh Walker                 | Polo           | Männer                                  |
| Frederick Connah Llewellyn Evans Arthur Law Richard Lyne Wilfred Pallott Frederick Phillips Edward Richards Charles Shephard Bertrand Turnbull Philip Turnbull (Torwart) James Williams | Polo           | Männer                                  |
| John Jacob Astor | Rackets        | Einzel                                  |
| Henry Brougham | Rackets        | Einzel                                  |
| Evan Baillie Noel Henry Leaf | Rackets        | Doppel                                  |
| Charlie Brooks William Isaacs | Radsport       | 2000 m Tandem                           |
| Edward Barrett | Ringen         | Schwergewicht (über 73 kg)              |
| Frederick Beck | Ringen         | Mittelgewicht (bis 73 kg)               |
| Albert Gingell | Ringen         | Leichtgewicht (bis 66,6 kg)             |
| William McKie | Ringen         | Federgewicht (bis 60,3 kg)              |
| Harry Blackstaffe | Rudern         | Einer                                   |
| Frank Jerwood Eric Walter Powell Oswald Carver Edward Williams Henry Goldsmith Harold Kitching John Burn Douglas Stuart Richard Boyle                                                   | Rudern         | Achter                                  |
| Edward Amoore | Schießen       | Kleinkalibergewehr verschwindendes Ziel |
| Maurice Blood | Schießen       | Armeegewehr                             |
| George Barnes | Schießen       | Kleinkalibergewehr liegend              |
| William Marsden | Schießen       | Kleinkalibergewehr bewegliches Ziel     |
| Alexander Maunder | Schießen       | Wurfscheibenschießen                    |
| Alexander Rogers | Schießen       | Laufender Hirsch Einzelschuss           |
| Jesse Wallingford Geoffrey Coles Henry Lynch-Staunton William Ellicott | Schießen       | Schnellfeuerpistole Mannschaft          |
| George Whitaker George Skinner John Butt William Morris Henry Creasey Robert Hutton | Schießen       | Wurfscheibenschießen Mannschaft         |
| Herbert Haresnape | Schwimmen      | 100 m Rücken                            |
| Alfred Hughes Frederick Hughes Philip Hunloke George Ratsey William Ward | Segeln         | 8-Meter-Klasse                          |
| Walter Chaffe Joseph Dowler Ernest Ebbage Thomas Homewood Alexander Munro William Slade Walter Tammas James Woodget                                                                     | Tauziehen      | Männer                                  |
| Wilberforce Vaughan Eaves | Tennis         | Einzel Männer (Rasen)                   |
| Josiah Ritchie | Tennis         | Einzel Männer (Halle)                   |
| Ruth Winch | Tennis         | Einzel Frauen (Rasen)                   |
| Clement Cazalet Charles Dixon | Tennis         | Doppel Männer (Rasen)                   |

## Teilnehmer nach Sportarten

### Bogenschießen
| Athleten                | Wettbewerb            | Punkte | Rang   |
| ----------------------- | --------------------- | ------ | ------ |
| Frauen                  |                       |        |        |
| Gertrude Appleyard      | Double National Round | 503    | 11     |
| Ethel Armitage          | Double National Round | 582    | 6      |
| Nellie Babington        | Double National Round | 451    | 18     |
| Adelaide Boddam-Whetham | Double National Round | 510    | 10     |
| Dorothy Cadman          | Double National Round | 427    | 19     |
| Doris Day               | Double National Round | 483    | 16     |
| Lottie Dod              | Double National Round | 642    | Silber |
| Lizzie Foster           | Double National Round | 553    | 7      |
| Beatrice Hill-Lowe      | Double National Round | 618    | Bronze |
| Dora Honnywill          | Double National Round | 587    | 5      |
| Martina Hyde            | Double National Round | 419    | 20     |
| Katherine Mudge         | Double National Round | 465    | 17     |
| Sarah Leonard           | Double National Round | 410    | 21     |
| Sybil Newall            | Double National Round | 688    | Gold   |
| Louisa Nott-Bower       | Double National Round | 503    | 12     |
| Norma Robertson         | Double National Round | 500    | 13     |
| Emily Rushton           | Double National Round | 323    | 24     |
| Albertine Thackwell     | Double National Round | 484    | 15     |
| Janetta Vance           | Double National Round | 385    | 23     |
| Brenda Wadworth         | Double National Round | 522    | 9      |
| Jessie Wadworth         | Double National Round | 605    | 4      |
| Margaret Weedon         | Double National Round | 498    | 14     |
| Hilda Williams          | Double National Round | 316    | 25     |
| Lillian Wilson          | Double National Round | 534    | 8      |
| Ina Wood                | Double National Round | 387    | 22     |
| Männer                  |                       |        |        |
| John Keyworth           | Continental Round     | 190    | 12     |
| John Keyworth           | Double York Round     | 622    | 9      |
| Robert Backhouse        | Double York Round     | 516    | 13     |
| Richard Bagnall-Oakley  | Double York Round     | 374    | 21     |
| John Bridges            | Double York Round     | 687    | 5      |
| Reginald Brooks-King    | Double York Round     | 768    | Silber |
| Charles Coates          | Double York Round     | 413    | 18     |
| Geoffrey Cornewall      | Double York Round     | 430    | 15     |
| William Dod             | Double York Round     | 815    | Gold   |
| Robert Heathcote        | Double York Round     | 476    | 14     |
| Harold James            | Double York Round     | 652    | 6      |
| Charles Keene           | Double York Round     | 543    | 10     |
| Hugh Nesham             | Double York Round     | 643    | 8      |
| John Penrose            | Double York Round     | 709    | 4      |
| Capel Pownall           | Double York Round     | 532    | 11     |
| Theodore Robinson       | Double York Round     | 647    | 7      |
| John Stopford           | Double York Round     | 530    | 12     |

### Boxen
| Disziplin                     | Platz         | Athlet            | Achtelfinale                               | Viertelfinale                            | Halbfinale                               | Finale                                 |
| ----------------------------- | ------------- | ----------------- | ------------------------------------------ | ---------------------------------------- | ---------------------------------------- | -------------------------------------- |
| Männer                        |               |                   |                                            |                                          |                                          |                                        |
| Bantamgewicht (bis 52,62 kg)  | Olympiasieger | Henry Thomas      | nicht ausgetragen                          | Besiegte McGurk 2-0                      | Freilos                                  | Besiegte Condon 2-0                    |
| Bantamgewicht (bis 52,62 kg)  | Zweiter       | John Condon       | nicht ausgetragen                          | Besiegte Mazior K. o., Dritte Runde      | Besiegte Webb 2-0                        | Lost to Thomas 2-0                     |
| Bantamgewicht (bis 52,62 kg)  | Dritter       | William Webb      | nicht ausgetragen                          | Besiegte Perry 2-1                       | Verlor gegen Condon 2-0                  | nicht erreicht                         |
| Bantamgewicht (bis 52,62 kg)  | Vierter       | Frank McGurk      | nicht ausgetragen                          | Verlor gegen Thomas 2-0                  | nicht erreicht                           | nicht erreicht                         |
| Bantamgewicht (bis 52,62 kg)  | Vierter       | Henry Perry       | nicht ausgetragen                          | Verlor gegen Webb 2-1                    | nicht erreicht                           | nicht erreicht                         |
| Federgewicht (bis 57,15 kg)   | Olympiasieger | Richard Gunn      | nicht ausgetragen                          | Besiegte Poillot K. o., Zweite Runde     | Besiegte Ringer 2-0                      | Besiegte Morris 2-0                    |
| Federgewicht (bis 57,15 kg)   | Zweiter       | Charles Morris    | nicht ausgetragen                          | Besiegte Adams 2-0                       | Besiegte Roddin 2-0                      | Verlor gegen Gunn 2-0                  |
| Federgewicht (bis 57,15 kg)   | Dritter       | Hugh Roddin       | nicht ausgetragen                          | Besiegte Lloyd 2-0                       | Verlor gegen Morris 2-0                  | nicht erreicht                         |
| Federgewicht (bis 57,15 kg)   | Vierter       | Thomas Ringer     | nicht ausgetragen                          | Besiegte Constant 2-0                    | Verlor gegen Gunn 2-0                    | nicht erreicht                         |
| Federgewicht (bis 57,15 kg)   | Fünfter       | Edward Adams      | nicht ausgetragen                          | Verlor gegen Morris 2-0 decision         | nicht erreicht                           | nicht erreicht                         |
| Federgewicht (bis 57,15 kg)   | Fünfter       | John Lloyd        | nicht ausgetragen                          | Verlor gegen Roddin 2-0                  | nicht erreicht                           | nicht erreicht                         |
| Leichtgewicht (bis 63,50 kg)  | Olympiasieger | Frederick Grace   | Besiegte Fearman 2-0                       | Besiegte Wells 2-0                       | Freilos                                  | Besiegte Spiller 2-0                   |
| Leichtgewicht (bis 63,50 kg)  | Zweiter       | Frederick Spiller | Besiegte Fee 2-0                           | Besiegte Jessup K. o., Zweite Runde      | Besiegte Johnson 2-0                     | Verlor gegen Grace 2-0                 |
| Leichtgewicht (bis 63,50 kg)  | Dritter       | Harry Johnson     | Besiegte Hansen 2-0                        | Besiegte Holmes 2-1                      | Verlor gegen Spiller 2-0                 | nicht erreicht                         |
| Leichtgewicht (bis 63,50 kg)  | Vierter       | Holmes            | Besiegte André Bouvier K. o., Zweite Runde | Verlor gegen Johnson 2-1                 | nicht erreicht                           | nicht erreicht                         |
| Leichtgewicht (bis 63,50 kg)  | Vierter       | George Jessup     | Besiegte Osborne K. o., Erste Runde        | Verlor gegen Spiller K. o., Zweite Runde | nicht erreicht                           | nicht erreicht                         |
| Leichtgewicht (bis 63,50 kg)  | Vierter       | Matt Wells        | Besiegte Holberg Vierte Runde              | Verlor gegen Grace 2-0                   | nicht erreicht                           | nicht erreicht                         |
| Leichtgewicht (bis 63,50 kg)  | Siebter       | Edward Fearman    | Verlor gegen Grace 2-0                     | nicht erreicht                           | nicht erreicht                           | nicht erreicht                         |
| Leichtgewicht (bis 63,50 kg)  | Siebter       | Patrick Fee       | Verlor gegen Spiller 2-0                   | nicht erreicht                           | nicht erreicht                           | nicht erreicht                         |
| Leichtgewicht (bis 63,50 kg)  | Siebter       | Frank Osborne     | Verlor gegen Jessup K. o., Erste Runde     | nicht erreicht                           | nicht erreicht                           | nicht erreicht                         |
| Mittelgewicht (bis 71,67 kg)  | Olympiasieger | Johnny Douglas    | Besiegte Doudelle K. o., Erste Runde       | Freilos                                  | Besiegte Warnes K. o., Zweite Runde      | Besiegte Baker 2-0                     |
| Mittelgewicht (bis 71,67 kg)  | Dritter       | William Philo     | Besiegte Murdoch 2-1                       | Freilos                                  | Verlor gegen Baker K. o., Erste Runde    | nicht erreicht                         |
| Mittelgewicht (bis 71,67 kg)  | Vierter       | Ruben Warnes      | Besiegte Morard K. o., Zweite Runde        | Freilos                                  | Verlor gegen Douglas K. o., Zweite Runde | nicht erreicht                         |
| Mittelgewicht (bis 71,67 kg)  | Fünfter       | William Childs    | Besiegte Aspa K. o., Zweite Runde          | Verlor gegen Baker 2-0                   | nicht erreicht                           | nicht erreicht                         |
| Mittelgewicht (bis 71,67 kg)  | Sechster      | William Dees      | Verlor gegen Baker K. o., Zweite Runde     | nicht erreicht                           | nicht erreicht                           | nicht erreicht                         |
| Mittelgewicht (bis 71,67 kg)  | Sechster      | Arthur Murdoch    | Verlor gegen Philo 2-1                     | nicht erreicht                           | nicht erreicht                           | nicht erreicht                         |
| Schwergewicht (über 71,67 kg) | Olympiasieger | Albert Oldman     | nicht ausgetragen                          | Besiegte Myrams K. o., Erste Runde       | Freilos                                  | Besiegte Evans K. o., Erste Runde      |
| Schwergewicht (über 71,67 kg) | Zweiter       | Sydney Evans      | nicht ausgetragen                          | Besiegte Ireton K. o., Erste Runde       | Besiegte Frank Parks 2-1                 | Verlor gegen Oldman K. o., Erste Runde |
| Schwergewicht (über 71,67 kg) | Dritter       | Frank Parks       | nicht ausgetragen                          | Besiegte Brewer 2-0                      | Verlor gegen Evans 2-1                   | nicht erreicht                         |
| Schwergewicht (über 71,67 kg) | Vierter       | Harold Brewer     | nicht ausgetragen                          | Verlor gegen Frank Parks 2-0             | nicht erreicht                           | nicht erreicht                         |
| Schwergewicht (über 71,67 kg) | Vierter       | Albert Ireton     | nicht ausgetragen                          | Verlor gegen Evans K. o., Erste Runde    | nicht erreicht                           | nicht erreicht                         |
| Schwergewicht (über 71,67 kg) | Vierter       | Ian Myrams        | nicht ausgetragen                          | Verlor gegen Oldman K. o., Erste Runde   | nicht erreicht                           | nicht erreicht                         |

### Eiskunstlauf
| Disziplin             | Platz         | Athlet(en)                       | Punkte |
| --------------------- | ------------- | -------------------------------- | ------ |
| Männer                | Vierter       | John Greig                       | 310,9  |
| Männer                | Fünfter       | Albert March                     | 232,0  |
| Männer                | —             | Herbert Yglesias                 | DNF    |
| Frauen                | Zweiter       | Arthur Cumming                   | 32,8   |
| Frauen                | Dritter       | Geoffrey Hall-Say                | 20,8   |
| Spezialfiguren Männer | Olympiasieger | Madge Syers                      | 252,5  |
| Spezialfiguren Männer | Dritter       | Dorothy Greenhough-Smith         | 192,1  |
| Spezialfiguren Männer | Fünfter       | Gwendolyn Lycett                 | 164,0  |
| Paare                 | Zweiter       | Phyllis Johnson James H. Johnson | 10,3   |
| Paare                 | Dritter       | Madge Syers Edgar Syers          | 9,6    |

### Fechten
| Disziplin    | Platz        | Athlet             | Erste Runde                | Zweite Runde              | Halbfinale                | Finale         |
| ------------ | ------------ | ------------------ | -------------------------- | ------------------------- | ------------------------- | -------------- |
| Männer       |              |                    |                            |                           |                           |                |
| Degen Einzel | Vierter      | Robert Montgomerie | 6-1 (Erster in Gruppe I)   | 2-2 (Zweiter in Gruppe 4) | 3-4 (Vierter in Gruppe 1) | 6-3            |
| Degen Einzel | Fünfter      | Cecil Haig         | 2-2 (Dritter in Gruppe K)  | 2-1 (Erster in Gruppe 8)  | 4-3 (Zweiter in Gruppe 1) | 2-5            |
| Degen Einzel | Achter       | Martin Holt        | 3-4 (Zweiter in Gruppe D)  | 3-1 (Erster in Gruppe 4)  | 4-3 (Zweiter in Gruppe 2) | 2-6            |
| Degen Einzel | Zweite Runde | Leaf Daniell       | 5-1 (Erster in Gruppe G)   | 3-2 (Dritter in Gruppe 5) | nicht erreicht            | nicht erreicht |
| Degen Einzel | Zweite Runde | Sydney Martineau   | 3-2 (Zweiter in Gruppe F)  | 2-2 (Dritter in Gruppe 7) | nicht erreicht            | nicht erreicht |
| Degen Einzel | Zweite Runde | Edgar Amphlett     | 4-1 (Erster in Gruppe J)   | 1-3 (Fünfter in Gruppe 2) | nicht erreicht            | nicht erreicht |
| Degen Einzel | Zweite Runde | Henry Davids       | 2-2 (Zweiter in Gruppe M)  | 1-4 (Fünfter in Gruppe 3) | nicht erreicht            | nicht erreicht |
| Degen Einzel | Erste Runde  | John Blake         | 2-4 (Vierter in C)         | nicht erreicht            | nicht erreicht            | nicht erreicht |
| Degen Einzel | Erste Runde  | Percival Davson    | 3-4 (Vierter in Gruppe E)  | nicht erreicht            | nicht erreicht            | nicht erreicht |
| Degen Einzel | Erste Runde  | Ralph Chalmers     | 3-3 (Vierter in Gruppe H)  | nicht erreicht            | nicht erreicht            | nicht erreicht |
| Degen Einzel | Erste Runde  | Edgar Seligman     | 2-4 (Vierter in Gruppe L)  | nicht erreicht            | nicht erreicht            | nicht erreicht |
| Degen Einzel | Erste Runde  | Luke Fildes        | 2-6 (Siebter in Gruppe A)  | nicht erreicht            | nicht erreicht            | nicht erreicht |
| Säbel Einzel | Halbfinalist | Barry Notley       | 3-2 (Zweiter in Gruppe L)  | 2-2 (Zweiter in Gruppe 1) | 2-5 (Siebter in Gruppe 1) | nicht erreicht |
| Säbel Einzel | Zweite Runde | William Marsh      | 3-1 (Erster in Gruppe D)   | 2-2 (Dritter in Gruppe 3) | nicht erreicht            | nicht erreicht |
| Säbel Einzel | Zweite Runde | Richard Badman     | 2-3 (Dritter in Gruppe G)  | 1-3 (Vierter in Gruppe 2) | nicht erreicht            | nicht erreicht |
| Säbel Einzel | Erste Runde  | Arthur Murray      | 2-2 (Vierter in Gruppe B)  | nicht erreicht            | nicht erreicht            | nicht erreicht |
| Säbel Einzel | Erste Runde  | Charles Wilson     | 2-3 (Vierter in Gruppe H)  | nicht erreicht            | nicht erreicht            | nicht erreicht |
| Säbel Einzel | Erste Runde  | Alfred Keene       | 2-3 (Vierter in Gruppe I)  | nicht erreicht            | nicht erreicht            | nicht erreicht |
| Säbel Einzel | Erste Runde  | Edward Brookfield  | 3-4 (Vierter in Gruppe J)  | nicht erreicht            | nicht erreicht            | nicht erreicht |
| Säbel Einzel | Erste Runde  | Douglas Godfree    | 0-5 (Sechster in Gruppe C) | nicht erreicht            | nicht erreicht            | nicht erreicht |
| Säbel Einzel | Erste Runde  | Lockhart Leith     | 0-5 (Sechster in Gruppe K) | nicht erreicht            | nicht erreicht            | nicht erreicht |
| Säbel Einzel | Erste Runde  | Anthony Chalke     | 1-5 (Siebter in Gruppe M)  | nicht erreicht            | nicht erreicht            | nicht erreicht |

| Disziplin        | Platz    | Athleten                                                                             | Qualifikation                          | Erste Runde                                        | Halbfinale                                    | Finale         | Hoffnungsrunde                           | Fechten um Platz 2                    |
| ---------------- | -------- | ------------------------------------------------------------------------------------ | -------------------------------------- | -------------------------------------------------- | --------------------------------------------- | -------------- | ---------------------------------------- | ------------------------------------- |
| Männer           |          |                                                                                      |                                        |                                                    |                                               |                |                                          |                                       |
| Degen Mannschaft | Zweiter  | Leaf Daniell Cecil Haig Martin Holt Robert Montgomerie Edgar Seligman Edgar Amphlett | Besiegte Niederlande 9-7 → Erste Runde | Besiegte Deutsches Reich 13-5 → Halbfinale         | Verlor gegen Frankreich 12-5 → Hoffnungsrunde | nicht erreicht | Besiegte Dänemark 9-8 → Match um Platz 2 | Besiegte Belgien 9-5 → Silbermedaille |
| Säbel Mannschaft | Sechster | Evan James William Marsh Arthur Murray Charles Wilson                                | nicht ausgetragen                      | Verlor gegen Italien 11-5 → Ausgeschieden Sechster | nicht erreicht                                | nicht erreicht | nicht qualifiziert                       | nicht qualifiziert                    |

### Fußball
| Disziplin | Platz         | Athleten | Erste Runde                  | Halbfinale                     | Finale                      | Spiel um Platz 3   |
| --------- | ------------- | --- | ---------------------------- | ------------------------------ | --------------------------- | ------------------ |
| Männer    |               | |                              |                                |                             |                    |
| Männer    | Olympiasieger | Horace Bailey, Arthur Berry, Frederick Chapman (Kapitän), Walter Corbett, Harold Hardman, Robert Hawkes, Kenneth Hunt, Herbert Smith, Harry Stapley, Clyde Purnell, Vivian Woodward, Trainer: Alfred Davis | Gewonnen gegen Schweden 12:1 | Gewonnen gegen Niederlande 4:0 | Gewonnen gegen Dänemark 2:0 | nicht qualifiziert |

### Hockey
| Disziplin | Platz         | Athleten | Erste Runde                        | Halbfinale                    | Finale                     | Spiel um Platz 5   |
| --------- | ------------- | --- | ---------------------------------- | ----------------------------- | -------------------------- | ------------------ |
| Männer    |               | |                                    |                               |                            |                    |
| Männer    | Olympiasieger | Louis Baillon, Harry Freeman, Eric Green, Gerald Logan, Alan Noble, Edgar Page, Reggie Pridmore, Percy Rees, John Yate Robinson, Stanley Shoveller, Harvey Wood                              | Gewonnen gegen Frankreich 10-1     | Gewonnen gegen Schottland 6-1 | Gewonnen gegen Irland 8-1  | nicht qualifiziert |
| Männer    | Zweiter       | Percy Allman-Smith, Henry Brown, Walter Campbell, William Graham, Richard Gregg, Edward Holmes, Richard Kennedy, Henry Murphy, Jack Peterson, Walter Peterson, Charles Power, Frank Robinson | Freilos                            | Gewonnen gegen Wales 3-1      | Verloren gegen England 8-1 | nicht qualifiziert |
| Männer    | Dritter       | Alexander Burt, John Burt, Alastair Denniston, Charles Foulkes, Hew Fraser, James Harper-Orr, Ivan Laing, Hugh Neilson, William Orchardson, Norman Stevenson, Hugh Walker                    | Gewonnen gegen Deutsches Reich 4-0 | Verloren gegen England 6-1    | nicht erreicht             | nicht qualifiziert |
| Männer    | Dritter       | Frank Connah, Llewellyn Evans, Arthur Law, Richard Lyne, Wilfred Pallott, Frederick Phillips, Edward Richards, Charles Shephard, Bertrand Turnbull, Philip Turnbull, James Williams          | Freilos                            | Verloren gegen Irland 3-1     | nicht erreicht             | nicht qualifiziert |

### Jeu de Paume
| Disziplin | Platz   | Athlet                | Achtelfinale                       | Viertelfinale                            | Halbfinale                           | Finale Spiel um Platz 3                  |
| --------- | ------- | --------------------- | ---------------------------------- | ---------------------------------------- | ------------------------------------ | ---------------------------------------- |
| Männer    |         |                       |                                    |                                          |                                      |                                          |
| Männer    | Zweiter | Eustace Miles         | Besiegte Sands 6-3, 6-3, 6-3       | Besiegte Noel 6-5, 6-1, 6-5              | Besiegte Bulwer-Lytton 6-4, 6-1, 6-3 | Verlor gegen Gould 6-5, 6-4, 6-4         |
| Männer    | Dritter | Neville Bulwer-Lytton | Freilos                            | Besiegte Biedermann 6-5, 6-1, 6-2        | Verlor gegen Miles 6-4, 6-1, 6-3     | Besiegte Page 6-2, 6-4, 6-4              |
| Männer    | Vierter | Arthur Page           | Freilos                            | Besiegte Palmer 5-6, 6-4, 6-5, 6-1       | Verlor gegen Gould 6-1, 6-0, 6-0     | Verlor gegen Bulwer-Lytton 6-2, 6-4, 6-4 |
| Männer    | Fünfter | Edwin Biedermann      | Freilos                            | Verlor gegen Bulwer-Lytton 6-5, 6-1, 6-2 | nicht erreicht                       | nicht erreicht                           |
| Männer    | Fünfter | Evan Baillie Noel     | Besiegte Tatham 6-2, 6-3, 6-3      | Verlor gegen Miles 6-5, 6-1, 6-5         | nicht erreicht                       | nicht erreicht                           |
| Männer    | Fünfter | Arthur Palmer         | Freilos                            | Verlor gegen Page 5-6, 6-4, 6-5, 6-1     | nicht erreicht                       | nicht erreicht                           |
| Männer    | Fünfter | Vane Pennell          | Besiegte Cazalet 6-1, 6-4, 6-1     | Verlor gegen Gould 6-3, 6-3, 6-2         | nicht erreicht                       | nicht erreicht                           |
| Männer    | Neunter | William Cazalet       | Verlor gegen Pennell 6-1, 6-4, 6-1 | nicht erreicht                           | nicht erreicht                       | nicht erreicht                           |
| Männer    | Neunter | Charles Tatham        | Verlor gegen Noel 6-2, 6-3, 6-3    | nicht erreicht                           | nicht erreicht                       | nicht erreicht                           |

### Lacrosse
| Disziplin | Platz   | Athleten | Finale                      |
| --------- | ------- | --- | --------------------------- |
| Männer    |         | |                             |
| Männer    | Zweiter | George Alexander, George Buckland, Eric Dutton, Sydney Hayes, Wilfrid Johnson, Edward Jones, Reginald Martin, Gerald Mason, Johnson Parker-Smith, Hubert Ramsey, Charles Scott, Norman Whitley | Verloren gegen Kanada 10:14 |

### Leichtathletik
| Disziplin                         | Platz             | Athlet(en)                                                  | Vorlauf                                 | Halbfinale                             | Finale               |
| --------------------------------- | ----------------- | ----------------------------------------------------------- | --------------------------------------- | -------------------------------------- | -------------------- |
| Männer                            |                   |                                                             |                                         |                                        |                      |
| 100 m                             | Halbfinalist      | Patrick Roche                                               | 11,4 s Erster, 17. Vorlauf              | k. A. Dritter, Erstes Halbfinale       | nicht erreicht       |
| 100 m                             | Halbfinalist      | Jack Morton                                                 | 11,2 s Erster, Neunter Vorlauf          | k. A. Dritter, Zweites Halbfinale      | nicht erreicht       |
| 100 m                             | Halbfinalist      | James P. Stark                                              | 11,8 s Erster, 16. Vorlauf              | k. A. Dritter, Viertes Halbfinale      | nicht erreicht       |
| 100 m                             | Halbfinalist      | Robert C. Duncan                                            | 11,4 s Erster, Siebter Vorlauf          | k. A. Vierter, Drittes Halbfinale      | nicht erreicht       |
| 100 m                             | Halbfinalist      | John George                                                 | 11,6 s Erster, Zweiter Vorlauf          | k. A. Vierter, Viertes Halbfinale      | nicht erreicht       |
| 100 m                             | Vorläufe          | Meyrick Chapman                                             | 11,3 s Zweiter, Zehnter Vorlauf         | nicht erreicht                         | nicht erreicht       |
| 100 m                             | Vorläufe          | Henry Pankhurst                                             | 11,5 s Zweiter, Zwölfter Vorlauf        | nicht erreicht                         | nicht erreicht       |
| 100 m                             | Vorläufe          | Denis Murray                                                | k. A. Dritter, Vierter Vorlauf          | nicht erreicht                         | nicht erreicht       |
| 100 m                             | Vorläufe          | Harold Watson                                               | k. A. Dritter, 14. Vorlauf              | nicht erreicht                         | nicht erreicht       |
| 100 m                             | Vorläufe          | William Murray                                              | k. A. Vierter, Achter Vorlauf           | nicht erreicht                         | nicht erreicht       |
| 100 m                             | —                 | Henry Harmer                                                | DNF —, Fünfter Vorlauf                  | nicht erreicht                         | nicht erreicht       |
| 200 m                             | Vierter           | George Hawkins                                              | 22,8 s Erster, 15. Vorlauf              | 22,6 s Erster, Viertes Halbfinale      | 22,9 s               |
| 200 m                             | Halbfinalist      | Lionel Reed                                                 | 23,2 s Erster, 13. Vorlauf              | k. A. Zweiter, Drittes Halbfinale      | nicht erreicht       |
| 200 m                             | Halbfinalist      | Patrick Roche                                               | 22,8 s Erster, Dritter Vorlauf          | k. A. Zweiter, Viertes Halbfinale      | nicht erreicht       |
| 200 m                             | Halbfinalist      | John George                                                 | 23,4 s Erster, Erster Vorlauf           | k. A. Dritter, Drittes Halbfinale      | nicht erreicht       |
| 200 m                             | Halbfinalist      | Samuel Hurdsfield                                           | 23,6 s Erster, Neunter Vorlauf          | k. A. Vierter, Drittes Halbfinale      | nicht erreicht       |
| 200 m                             | Vorläufe          | Robert C. Duncan                                            | k. A. Zweiter, Fünfter Vorlauf          | nicht erreicht                         | nicht erreicht       |
| 200 m                             | Vorläufe          | Jack Morton                                                 | k. A. Zweiter, Zwölfter Vorlauf         | nicht erreicht                         | nicht erreicht       |
| 200 m                             | Vorläufe          | Henry Pankhurst                                             | k. A. Dritter, Zehnter Vorlauf          | nicht erreicht                         | nicht erreicht       |
| 200 m                             | Vorläufe          | James P. Stark                                              | k. A. Dritter, Elfter Vorlauf           | nicht erreicht                         | nicht erreicht       |
| 400 m                             | Olympiasieger     | Wyndham Halswelle                                           | 49,4 s Erster, 15. Vorlauf              | 48,4 s (OR) Erster, Zweites Halbfinale | 50,0 s               |
| 400 m                             | Halbfinalist      | Charles Davies                                              | 50,4 s Erster, Zwölfter Vorlauf         | k. A. Zweiter, Erstes Halbfinale       | nicht erreicht       |
| 400 m                             | Halbfinalist      | Edwin Montague                                              | 50,2 s Erster, Erster Vorlauf           | k. A. Zweiter, Zweites Halbfinale      | nicht erreicht       |
| 400 m                             | Halbfinalist      | George Nicol                                                | 50,8 s Erster, Fünfter Vorlauf          | k. A. Dritter, Zweites Halbfinale      | nicht erreicht       |
| 400 m                             | Halbfinalist      | Edward Ryle                                                 | kampflos Erster, Dritter Vorlauf        | k. A. Dritter, Drittes Halbfinale      | nicht erreicht       |
| 400 m                             | Halbfinalist      | George Young                                                | 52,4 s Erster, 16. Vorlauf              | k. A. Vierter, Erstes Halbfinale       | nicht erreicht       |
| 400 m                             | Vorläufe          | Christopher Maude Chavasse                                  | k. A. Zweiter, Achter Vorlauf           | nicht erreicht                         | nicht erreicht       |
| 400 m                             | Vorläufe          | Arthur Astley                                               | k. A. Zweiter, Neunter Vorlauf          | nicht erreicht                         | nicht erreicht       |
| 400 m                             | Vorläufe          | Alan Patterson                                              | k. A. Zweiter, Elfter Vorlauf           | nicht erreicht                         | nicht erreicht       |
| 400 m                             | Vorläufe          | R. C. Robb                                                  | k. A. Zweiter, 13. Vorlauf              | nicht erreicht                         | nicht erreicht       |
| 400 m                             | Vorläufe          | Noel Godfrey Chavasse                                       | k. A. Dritter, Siebter Vorlauf          | nicht erreicht                         | nicht erreicht       |
| 800 m                             | Fünfter           | Theodore Just                                               | nicht ausgetragen                       | 1:57,8 Erster, Sechstes Halbfinale     | 1:56,4               |
| 800 m                             | Siebter-Achter    | Ivo Fairbairn-Crawford                                      | nicht ausgetragen                       | 1:57,8 Erster, Achtes Halbfinale       | DNF                  |
| 800 m                             | Halbfinalist      | George Butterfield                                          | nicht ausgetragen                       | k. A. Zweiter, Erstes Halbfinale       | nicht erreicht       |
| 800 m                             | Halbfinalist      | James Lintott                                               | nicht ausgetragen                       | k. A. Zweiter, Zweites Halbfinale      | nicht erreicht       |
| 800 m                             | Halbfinalist      | John W. Lee                                                 | nicht ausgetragen                       | k. A. Zweiter, Drittes Halbfinale      | nicht erreicht       |
| 800 m                             | Halbfinalist      | Arthur Astley                                               | nicht ausgetragen                       | k. A. Zweiter, Fünftes Halbfinale      | nicht erreicht       |
| 800 m                             | Halbfinalist      | George Morphy                                               | nicht ausgetragen                       | k. A. Dritter, Drittes Halbfinale      | nicht erreicht       |
| 800 m                             | Halbfinalist      | Harold Holding                                              | nicht ausgetragen                       | k. A. Dritter, Siebtes Halbfinale      | nicht erreicht       |
| 800 m                             | —                 | Frederick Ashford                                           | nicht ausgetragen                       | DNF —, Erstes Halbfinale               | nicht erreicht       |
| 800 m                             | —                 | Larry Manogue                                               | nicht ausgetragen                       | DNF —, Viertes Halbfinale              | nicht erreicht       |
| 1500 m                            | Zweiter           | Harold Wilson                                               | nicht ausgetragen                       | k. A. Erster, Siebtes Halbfinale       | 4:03,6               |
| 1500 m                            | Dritter           | Norman Hallows                                              | nicht ausgetragen                       | 4:03,4 (OR) Erster, Drittes Halbfinale | 4:04,0               |
| 1500 m                            | Fünfter           | Ivo Fairbairn-Crawford                                      | nicht ausgetragen                       | k. A. Erster, Achtes Halbfinale        | 4:07,6               |
| 1500 m                            | Sechster          | Joe Deakin                                                  | nicht ausgetragen                       | 4:13,6 Erster, Sechstes Halbfinale     | 4:07,9               |
| 1500 m                            | Siebter-Achter    | Ernest Loney                                                | nicht ausgetragen                       | 4:08,4 Erster, Viertes Halbfinale      | DNF                  |
| 1500 m                            | Halbfinalist      | George Butterfield                                          | nicht ausgetragen                       | k. A. Dritter, Zweites Halbfinale      | nicht erreicht       |
| 1500 m                            | Halbfinalist      | John McGough                                                | nicht ausgetragen                       | k. A. Dritter, Viertes Halbfinale      | nicht erreicht       |
| 1500 m                            | Halbfinalist      | Francis Knott                                               | nicht ausgetragen                       | k. A. Vierter, Erstes Halbfinale       | nicht erreicht       |
| 1500 m                            | Halbfinalist      | John W. Lee                                                 | nicht ausgetragen                       | k. A. Vierter, Zweites Halbfinale      | nicht erreicht       |
| 1500 m                            | Halbfinalist      | Joseph Smith                                                | nicht ausgetragen                       | k. A. Fünfter, Erstes Halbfinale       | nicht erreicht       |
| 110 m Hürden                      | Halbfinalist      | Eric Hussey                                                 | 16,8 s Erster, Elfter Vorlauf           | k. A. Zweiter, Erstes Halbfinale       | nicht erreicht       |
| 110 m Hürden                      | Halbfinalist      | William Knyvett                                             | kampflos Erster, Siebter Vorlauf        | k. A. Zweiter, Zweites Halbfinale      | nicht erreicht       |
| 110 m Hürden                      | Halbfinalist      | Alfred Healey                                               | 15,8 s Erster, Erster Vorlauf           | k. A. Zweiter, Drittes Halbfinale      | nicht erreicht       |
| 110 m Hürden                      | Halbfinalist      | Cecil Kinahan                                               | 16,8 s Erster, Zwölfter Vorlauf         | k. A. Zweiter, Viertes Halbfinale      | nicht erreicht       |
| 110 m Hürden                      | Halbfinalist      | Laurence Kiely                                              | kampflos Erster, Vierter Vorlauf        | k. A. Dritter, Drittes Halbfinale      | nicht erreicht       |
| 110 m Hürden                      | Halbfinalist      | Wallis Walters                                              | 17,8 s Erster, Sechster Vorlauf         | k. A. Dritter, Erstes Halbfinale       | nicht erreicht       |
| 110 m Hürden                      | Halbfinalist      | Oswald Groenings                                            | 16,4 s Erster, Dritter Vorlauf          | k. A. Vierter, Erstes Halbfinale       | nicht erreicht       |
| 110 m Hürden                      | Halbfinalist      | Tim Ahearne                                                 | kampflos Erster, Neunter Vorlauf        | k. A. Vierter, Drittes Halbfinale      | nicht erreicht       |
| 110 m Hürden                      | Vorläufe          | Arthur Halligan                                             | k. A. Zweiter,Zweiter Vorlauf           | nicht erreicht                         | nicht erreicht       |
| 110 m Hürden                      | Vorläufe          | Kenneth Powell                                              | k. A. Zweiter, Fünfter Vorlauf          | nicht erreicht                         | nicht erreicht       |
| 110 m Hürden                      | Vorläufe          | Edward Leader                                               | k. A. Zweiter, 13. Vorlauf              | nicht erreicht                         | nicht erreicht       |
| 400 m Hürden                      | Dritter           | Jimmy Tremeer                                               | kampflos weiter Erster, Zehnter Vorlauf | 1:00,6 Erster, Viertes Halbfinale      | 57,0 s               |
| 400 m Hürden                      | Vierter           | Leslie Burton                                               | 1:00,4 Erster, Zwölfter Vorlauf         | k. A. Erster, Drittes Halbfinale       | 58,0 s               |
| 400 m Hürden                      | Halbfinalist      | Frederick Harmer                                            | kampflos weiter Erster, Vierter Vorlauf | k. A. Zweiter, Drittes Halbfinale      | nicht erreicht       |
| 400 m Hürden                      | Halbfinalist      | Wyatt Gould                                                 | kampflos weiter Erster, Achter Vorlauf  | k. A. Dritter, Drittes Halbfinale      | nicht erreicht       |
| 400 m Hürden                      | Halbfinalist      | Oswald Groenings                                            | kampflos weiter Erster, Siebter Vorlauf | DNF —, Zweites Halbfinale              | nicht erreicht       |
| 400 m Hürden                      | Halbfinalist      | Geoffrey Burton                                             | kampflos weiter Erster, Fünfter Vorlauf | DNF —, Viertes Halbfinale              | nicht erreicht       |
| 400 m Hürden                      | Vorläufe          | John Densham                                                | k. A. Zweiter, Zweiter Vorlauf          | nicht erreicht                         | nicht erreicht       |
| 3200 m Hindernis                  | Olympiasieger     | Arthur Russell                                              | nicht ausgetragen                       | 10:56,2 Erster, Erstes Halbfinale      | 10:47,8              |
| 3200 m Hindernis                  | Zweiter           | Archie Robertson                                            | nicht ausgetragen                       | 11:10,0 Erster, Viertes Halbfinale     | 10:48,4              |
| 3200 m Hindernis                  | Vierter           | Guy Holdaway                                                | nicht ausgetragen                       | k. A. Erster, Fünftes Halbfinale       | 11:26,0              |
| 3200 m Hindernis                  | Fünfter           | Harry Sewell                                                | nicht ausgetragen                       | k. A. Erster, Sechstes Halbfinale      | k. A.                |
| 3200 m Hindernis                  | Halbfinalist      | Joseph Kinchin                                              | nicht ausgetragen                       | k. A. Zweiter, Fünftes Halbfinale      | nicht erreicht       |
| 3200 m Hindernis                  | —                 | Frank Buckley                                               | nicht ausgetragen                       | DNF —, Zweites Halbfinale              | nicht erreicht       |
| 3200 m Hindernis                  | —                 | Joseph English                                              | nicht ausgetragen                       | DNF —, Zweites Halbfinale              | nicht erreicht       |
| 3200 m Hindernis                  | —                 | Henry Barker                                                | nicht ausgetragen                       | DNF —, Drittes Halbfinale              | nicht erreicht       |
| 3200 m Hindernis                  | —                 | W. Grantham                                                 | nicht ausgetragen                       | DNF —, Sechstes Halbfinale             | nicht erreicht       |
| 3200 m Hindernis                  | —                 | Thomas Downing                                              | nicht ausgetragen                       | DSQ —, Erstes Halbfinale               | nicht erreicht       |
| 3200 m Hindernis                  | —                 | Richard Yorke                                               | nicht ausgetragen                       | DSQ —, Viertes Halbfinale              | nicht erreicht       |
| Olympische Staffel                | Halbfinalist      | George Hawkins Henry Pankhurst Edwin Montague Theodore Just | nicht ausgetragen                       | k. A. Zweiter, Drittes Halbfinale      | nicht erreicht       |
| 3-Meilen-Mannschaftslauf (4828 m) | Olympiasieger     | Joe Deakin                                                  | nicht ausgetragen                       | 15:05,6 Zwei Punkte                    | 14:39,6 Ein Punkt    |
| 3-Meilen-Mannschaftslauf (4828 m) | Olympiasieger     | Archie Robertson                                            | nicht ausgetragen                       | 15:05,6 Drei Punkte                    | 14:41,0 Zwei Punkte  |
| 3-Meilen-Mannschaftslauf (4828 m) | Olympiasieger     | William Coales                                              | nicht ausgetragen                       | 15:05,6 Ein Punkt                      | 14:41,6 Drei Punkte  |
| 3-Meilen-Mannschaftslauf (4828 m) | keine Platzierung | Harold Wilson                                               | nicht ausgetragen                       | 15:05,6 keine Punkte                   | 14:5,0 Keine Punkte  |
| 3-Meilen-Mannschaftslauf (4828 m) | keine Platzierung | Norman Hallows                                              | nicht ausgetragen                       | DNF keine Punkte                       | 15:08,0 keine Punkte |
| 5 Meilen (8047 m)                 | Olympiasieger     | Emil Voigt                                                  | nicht ausgetragen                       | 26:13,4 Erster, Zweites Halbfinale     | 25:11,2              |
| 5 Meilen (8047 m)                 | Zweiter           | Edward Owen                                                 | nicht ausgetragen                       | 26:12,2 Erster, Sechstes Halbfinale    | 25:24,0              |
| 5 Meilen (8047 m)                 | Fünfter           | Archie Robertson                                            | nicht ausgetragen                       | 25:50,2 Erster, Fünftes Halbfinale     | 26:13,0              |
| 5 Meilen (8047 m)                 | Zehnter-Zwölfter  | James Murphy                                                | nicht ausgetragen                       | 25:59,2 Erster, Viertes Halbfinale     | DNF                  |
| 5 Meilen (8047 m)                 | Halbfinalist      | Samuel Stevenson                                            | nicht ausgetragen                       | k. A. Dritter, Fünftes Halbfinale      | nicht erreicht       |
| 5 Meilen (8047 m)                 | —                 | William Coales                                              | nicht ausgetragen                       | DNF —, Erstes Halbfinale               | nicht erreicht       |
| 5 Meilen (8047 m)                 | —                 | Joe Deakin                                                  | nicht ausgetragen                       | DNF —, Viertes Halbfinale              | nicht erreicht       |
| Marathon                          | Zwölfter          | William Clarke                                              | nicht ausgetragen                       | nicht ausgetragen                      | 3:16:08,6            |
| Marathon                          | 13.               | Ernest Barnes                                               | nicht ausgetragen                       | nicht ausgetragen                      | 3:17:30,8            |
| Marathon                          | 15.               | Fred Lord                                                   | nicht ausgetragen                       | nicht ausgetragen                      | 3:19:08,8            |
| Marathon                          | 17.               | James Beale                                                 | nicht ausgetragen                       | nicht ausgetragen                      | 3:20:14,0            |
| Marathon                          | —                 | Fred Appleby                                                | nicht ausgetragen                       | nicht ausgetragen                      | DNF                  |
| Marathon                          | —                 | Henry Barrett                                               | nicht ausgetragen                       | nicht ausgetragen                      | DNF                  |
| Marathon                          | —                 | Alexander Duncan                                            | nicht ausgetragen                       | nicht ausgetragen                      | DNF                  |
| Marathon                          | —                 | Thomas Jack                                                 | nicht ausgetragen                       | nicht ausgetragen                      | DNF                  |
| Marathon                          | —                 | Jack Price                                                  | nicht ausgetragen                       | nicht ausgetragen                      | DNF                  |
| Marathon                          | —                 | Frederick Thompson                                          | nicht ausgetragen                       | nicht ausgetragen                      | DNF                  |
| Marathon                          | —                 | Albert Wyatt                                                | nicht ausgetragen                       | nicht ausgetragen                      | DNF                  |
| Marathon                          | —                 | Samuel Stevenson                                            | nicht ausgetragen                       | nicht ausgetragen                      | DNS                  |
| 3500 m Gehen                      | Goldmedaille      | George Larner                                               | nicht ausgetragen                       | 15:32,0 Erster, Erstes Halbfinale      | 14:55,0              |
| 3500 m Gehen                      | Zweiter           | Ernest Webb                                                 | nicht ausgetragen                       | 15:17,2 Erster, Zweites Halbfinale     | 15:07,4              |
| 3500 m Gehen                      | Achter            | Ralph Harrison                                              | nicht ausgetragen                       | 16:04,4 Zweiter, Drittes Halbfinale    | DNF                  |
| 3500 m Gehen                      | Neunter           | William Palmer                                              | nicht ausgetragen                       | 16:33,0 Dritter, Erstes Halbfinale     | DSQ                  |
| 3500 m Gehen                      | Zehnter           | Ernest Larner                                               | nicht ausgetragen                       | 16:10,0 Vierter, Drittes Halbfinale    | nicht erreicht       |
| 3500 m Gehen                      | Elfter            | John Butler                                                 | nicht ausgetragen                       | 16:17,0 Fünfter, Drittes Halbfinale    | nicht erreicht       |
| 3500 m Gehen                      | 13.               | Sydney Sarel                                                | nicht ausgetragen                       | 17:06,0 Fünfter, Erstes Halbfinale     | nicht erreicht       |
| 3500 m Gehen                      | —                 | William Brown                                               | nicht ausgetragen                       | DSQ —, Erstes Halbfinale               | nicht erreicht       |
| 3500 m Gehen                      | —                 | Richard Quinn                                               | nicht ausgetragen                       | DSQ —, Zweites Halbfinale              | nicht erreicht       |
| 3500 m Gehen                      | —                 | John J. Reid                                                | nicht ausgetragen                       | DSQ —, Zweites Halbfinale              | nicht erreicht       |
| 10 Meilen Gehen (16.093 m)        | Olympiasieger     | George Larner                                               | nicht ausgetragen                       | 1:18:19,0 Erster, Zweites Halbfinale   | 1:15:57,4            |
| 10 Meilen Gehen (16.093 m)        | Zweiter           | Ernest Webb                                                 | nicht ausgetragen                       | 1:20:18,8 Erster, Erstes Halbfinale    | 1:17:31,0            |
| 10 Meilen Gehen (16.093 m)        | Dritter           | Edward Spencer                                              | nicht ausgetragen                       | 1:21:25,4 Zweiter, Erstes Halbfinale   | 1:21:20,2            |
| 10 Meilen Gehen (16.093 m)        | Vierter           | Frank Carter                                                | nicht ausgetragen                       | 1:21:25,4 Zweiter, Erstes Halbfinale   | 1:21:20,2            |
| 10 Meilen Gehen (16.093 m)        | Fünfter           | Ernest Larner                                               | nicht ausgetragen                       | 1:21:25,4 Zweiter, Erstes Halbfinale   | 1:24:26,2            |
| 10 Meilen Gehen (16.093 m)        | Sechster          | William Palmer                                              | nicht ausgetragen                       | 1:19:04,0 Vierter, Zweites Halbfinale  | k. A.                |
| 10 Meilen Gehen (16.093 m)        | Siebter           | Ralph Harrison                                              | nicht ausgetragen                       | 1:18:21,2 Zweiter, Zweites Halbfinale  | Did not finish       |
| 10 Meilen Gehen (16.093 m)        | Neunter           | Gadwin Withers                                              | nicht ausgetragen                       | 1:19:22,4 Fünfter, Zweites Halbfinale  | nicht erreicht       |
| 10 Meilen Gehen (16.093 m)        | Zehnter           | Sydney Schofield                                            | nicht ausgetragen                       | 1:21:07,4 Sechster, Zweites Halbfinale | nicht erreicht       |
| 10 Meilen Gehen (16.093 m)        | Zwölfter          | Thomas Hammond                                              | nicht ausgetragen                       | 1:23:44,0 Sechster, Erstes Halbfinale  | nicht erreicht       |
| 10 Meilen Gehen (16.093 m)        | —                 | John Butler                                                 | nicht ausgetragen                       | DNF —, Zweites Halbfinale              | nicht erreicht       |
| 10 Meilen Gehen (16.093 m)        | —                 | Alfred Yeoumans                                             | nicht ausgetragen                       | DSQ —, Erstes Halbfinale               | nicht erreicht       |
| Disziplin                         | Platz             | Athlet(en)                                                  |                                         |                                        | Höhe/Weite           |
| Männer                            |                   |                                                             |                                         |                                        |                      |
| Hochsprung                        | Zweiter           | Con Leahy                                                   | nicht ausgetragen                       | nicht ausgetragen                      | 1,88 m               |
| Hochsprung                        | Siebter           | Patrick Leahy                                               | nicht ausgetragen                       | nicht ausgetragen                      | 1,78 m               |
| Hochsprung                        | Zehnter           | Edward Leader                                               | nicht ausgetragen                       | nicht ausgetragen                      | 1,77 m               |
| Hochsprung                        | Zehnter           | George Wilson                                               | nicht ausgetragen                       | nicht ausgetragen                      | 1,77 m               |
| Hochsprung                        | 20.               | Alfred Bellerby                                             | nicht ausgetragen                       | nicht ausgetragen                      | 1,59 m               |
| Weitsprung                        | Achter            | Tim Ahearne                                                 | nicht ausgetragen                       | nicht ausgetragen                      | 6,72 m               |
| Weitsprung                        | Neunter           | Denis Murray                                                | nicht ausgetragen                       | nicht ausgetragen                      | 6,71 m               |
| Weitsprung                        | Elfter            | Charles Williams                                            | nicht ausgetragen                       | nicht ausgetragen                      | 6,65 m               |
| Weitsprung                        | 16.               | Alfred Bellerby                                             | nicht ausgetragen                       | nicht ausgetragen                      | 6,44 m               |
| Weitsprung                        | 17.               | Wilfred Bleaden                                             | nicht ausgetragen                       | nicht ausgetragen                      | 6,43 m               |
| Weitsprung                        | 18.               | William Watt                                                | nicht ausgetragen                       | nicht ausgetragen                      | 6,42 m               |
| Weitsprung                        | 21.–32.           | Lionel Cornish                                              | nicht ausgetragen                       | nicht ausgetragen                      | k. A.                |
| Dreisprung                        | Olympiasieger     | Tim Ahearne                                                 | nicht ausgetragen                       | nicht ausgetragen                      | 14,92 m              |
| Dreisprung                        | 11.               | Cyril Dugmore                                               | nicht ausgetragen                       | nicht ausgetragen                      | 13,31 m              |
| Dreisprung                        | 12.               | Michael Dineen                                              | nicht ausgetragen                       | nicht ausgetragen                      | 13,23 m              |
| Dreisprung                        | 18.–20.           | George Mayberry                                             | nicht ausgetragen                       | nicht ausgetragen                      | k. A.                |
| Standhochsprung                   | Achter            | Walter Henderson                                            | nicht ausgetragen                       | nicht ausgetragen                      | 1,42 m               |
| Standhochsprung                   | 17.               | Lancelot Stafford                                           | nicht ausgetragen                       | nicht ausgetragen                      | 1,32 m               |
| Standhochsprung                   | 19.–23.           | Alfred Flaxman                                              | nicht ausgetragen                       | nicht ausgetragen                      | k. A.                |
| Standweitsprung                   | Achter-25.        | Tim Ahearne                                                 | nicht ausgetragen                       | nicht ausgetragen                      | k. A.                |
| Standweitsprung                   | Achter-25.        | Wilfred Bleaden                                             | nicht ausgetragen                       | nicht ausgetragen                      | k. A.                |
| Standweitsprung                   | Achter-25.        | Lionel Cornish                                              | nicht ausgetragen                       | nicht ausgetragen                      | k. A.                |
| Standweitsprung                   | Achter-25.        | Walter Henderson                                            | nicht ausgetragen                       | nicht ausgetragen                      | k. A.                |
| Standweitsprung                   | Achter-25.        | Frederick Kitching                                          | nicht ausgetragen                       | nicht ausgetragen                      | k. A.                |
| Standweitsprung                   | Achter-25.        | Lancelot Stafford                                           | nicht ausgetragen                       | nicht ausgetragen                      | k. A.                |
| Disziplin                         | Platz             | Athlet(en)                                                  |                                         |                                        | Distanz              |
| Männer                            |                   |                                                             |                                         |                                        |                      |
| Kugelstoßen                       | Zweiter           | Denis Horgan                                                | nicht ausgetragen                       | nicht ausgetragen                      | 13,62 m              |
| Kugelstoßen                       | Fünfter           | Edward Barrett                                              | nicht ausgetragen                       | nicht ausgetragen                      | 12,89 m              |
| Kugelstoßen                       | Neunter-25.       | John Barrett                                                | nicht ausgetragen                       | nicht ausgetragen                      | k. A.                |
| Kugelstoßen                       | Neunter-25.       | Henry Leeke                                                 | nicht ausgetragen                       | nicht ausgetragen                      | k. A.                |
| Kugelstoßen                       | Neunter-25.       | Tom Nicolson                                                | nicht ausgetragen                       | nicht ausgetragen                      | k. A.                |
| Diskuswurf (freier Stil)          | Zwölfter-42.      | Edward Barrett                                              | nicht ausgetragen                       | nicht ausgetragen                      | k. A.                |
| Diskuswurf (freier Stil)          | Zwölfter-42.      | Michael Collins                                             | nicht ausgetragen                       | nicht ausgetragen                      | k. A.                |
| Diskuswurf (freier Stil)          | Zwölfter-42.      | Alfred Flaxman                                              | nicht ausgetragen                       | nicht ausgetragen                      | k. A.                |
| Diskuswurf (freier Stil)          | Zwölfter-42.      | Walter Henderson                                            | nicht ausgetragen                       | nicht ausgetragen                      | k. A.                |
| Diskuswurf (freier Stil)          | Zwölfter-42.      | Henry Leeke                                                 | nicht ausgetragen                       | nicht ausgetragen                      | k. A.                |
| Diskuswurf (freier Stil)          | Zwölfter-42.      | Ernest May                                                  | nicht ausgetragen                       | nicht ausgetragen                      | k. A.                |
| Diskuswurf (freier Stil)          | Zwölfter-42.      | John Murray                                                 | nicht ausgetragen                       | nicht ausgetragen                      | k. A.                |
| Hammerwurf                        | Vierter           | Tom Nicolson                                                | nicht ausgetragen                       | nicht ausgetragen                      | 48,09 m              |
| Hammerwurf                        | Neunter           | Alan Fyffe                                                  | nicht ausgetragen                       | nicht ausgetragen                      | 37,35 m              |
| Hammerwurf                        | Zehnter-19.       | Henry Leeke                                                 | nicht ausgetragen                       | nicht ausgetragen                      | k. A.                |
| Hammerwurf                        | Zehnter-19.       | Robert Lindsay-Watson                                       | nicht ausgetragen                       | nicht ausgetragen                      | k. A.                |
| Hammerwurf                        | Zehnter-19.       | Ernest May                                                  | nicht ausgetragen                       | nicht ausgetragen                      | k. A.                |
| Hammerwurf                        | Zehnter-19.       | John Murray                                                 | nicht ausgetragen                       | nicht ausgetragen                      | k. A.                |
| Speerwurf (Mittelgriff)           | Achter-16.        | Henry Leeke                                                 | nicht ausgetragen                       | nicht ausgetragen                      | k. A.                |
| Speerwurf (Mittelgriff)           | Achter-16.        | Ernest May                                                  | nicht ausgetragen                       | nicht ausgetragen                      | k. A.                |
| Speerwurf (Mittelgriff)           | Achter-16.        | Jimmy Tremeer                                               | nicht ausgetragen                       | nicht ausgetragen                      | k. A.                |
| Diskuswurf (griechischer Stil)    | Elfter-23.        | John Barrett                                                | nicht ausgetragen                       | nicht ausgetragen                      | k. A.                |
| Diskuswurf (griechischer Stil)    | Elfter-23.        | Alfred Flaxman                                              | nicht ausgetragen                       | nicht ausgetragen                      | k. A.                |
| Diskuswurf (griechischer Stil)    | Elfter-23.        | Walter Henderson                                            | nicht ausgetragen                       | nicht ausgetragen                      | k. A.                |
| Diskuswurf (griechischer Stil)    | Elfter-23.        | Henry Leeke                                                 | nicht ausgetragen                       | nicht ausgetragen                      | k. A.                |
| Diskuswurf (griechischer Stil)    | Elfter-23.        | Ernest May                                                  | nicht ausgetragen                       | nicht ausgetragen                      | k. A.                |
| Speerwurf (freier Stil)           | Zehnter-33.       | Edward Barrett                                              | nicht ausgetragen                       | nicht ausgetragen                      | k. A.                |
| Speerwurf (freier Stil)           | Zehnter-33.       | Alfred Flaxman                                              | nicht ausgetragen                       | nicht ausgetragen                      | k. A.                |
| Speerwurf (freier Stil)           | Zehnter-33.       | Walter Henderson                                            | nicht ausgetragen                       | nicht ausgetragen                      | k. A.                |
| Speerwurf (freier Stil)           | Zehnter-33.       | Henry Leeke                                                 | nicht ausgetragen                       | nicht ausgetragen                      | k. A.                |
| Speerwurf (freier Stil)           | Zehnter-33.       | Ernest May                                                  | nicht ausgetragen                       | nicht ausgetragen                      | k. A.                |

### Motorboot
| Disziplin          | Platz         | Athleten                                                                                                   |
| ------------------ | ------------- | --- |
| Männer             |               | |
| A-Klasse 40 Meilen | —             | Wolseley-Siddely Hugh Grosvenor, 2. Duke of Westminster, George Clowes, Joseph Laycock, George H. Atkinson |
| A-Klasse 40 Meilen | —             | Dylan Thomas Scott-Ellis, 8. Baron Howard de Walden, Alfred Fentiman                                       |
| B-Klasse 40 Meilen | Olympiasieger | Gyrinus Thomas Thornycroft, Bernard Redwood, John Field-Richards                                           |
| B-Klasse 40 Meilen | —             | Quicksilver John Marshall Gorham, Sophia Gorham                                                            |
| C-Klasse 40 Meilen | Olympiasieger | Gyrinus Thomas Thornycroft, Bernard Redwood                                                                |
| C-Klasse 40 Meilen | —             | Sea Dog Warwick Wright, Thomas Weston                                                                      |

### Polo
| Disziplin | Platz         | Athleten                                                                           | Spiel 1                       | Spiel 2                        |
| --------- | ------------- | ---------------------------------------------------------------------------------- | ----------------------------- | ------------------------------ |
| Männer    |               |                                                                                    |                               |                                |
| Männer    | Olympiasieger | Roehampton Charles Miller, George Miller, Patteson Nickalls, Herbert Wilson        | Besiegten Hurlingham Club 3-1 | Besiegten All Ireland Team 8-1 |
| Männer    | Zweiter       | Hurlingham Club Walter Buckmaster, Frederick Freake, Walter Jones, John Wodehouse  | Verloren gegen Roehampton 3-1 | Freilos                        |
| Männer    | Zweiter       | All Ireland Team Hardress Lloyd, John Paul McCann, Percy O’Reilly, Auston Rotheram | Freilos                       | Verloren gegen Roehampton 8-1  |

### Rackets
| Disziplin | Platz         | Athlet(en)                    | Achtelfinale          | Viertelfinale         | Halbfinale                       | Finale                           |
| --------- | ------------- | ----------------------------- | --------------------- | --------------------- | -------------------------------- | -------------------------------- |
| Männer    |               |                               |                       |                       |                                  |                                  |
| Einzel    | Olympiasieger | Evan Baillie Noel             | Besiegte Browning 3-1 | Besiegte Pennell 3-0  | Besiegte Astor 3-0               | Besiegte Leaf kampflos           |
| Einzel    | Zweiter       | Henry Leaf                    | Freilos               | Freilos               | Besiegte Brougham 3-0            | Verlor gegen Noel kampflos       |
| Einzel    | Dritter       | John Jacob Astor              | Freilos               | Freilos               | Verlor gegen Noel 3-0            | nicht erreicht                   |
| Einzel    | Dritter       | Henry Brougham                | Freilos               | Freilos               | Verlor gegen Leaf 3-0            | nicht erreicht                   |
| Einzel    | Fünfter       | Vane Pennell                  | Freilos               | Verlor gegen Noel 3-0 | nicht erreicht                   | nicht erreicht                   |
| Einzel    | Sechster      | Cecil Browning                | Verlor gegen Noel 3-1 | nicht erreicht        | nicht erreicht                   | nicht erreicht                   |
| Doppel    | Olympiasieger | John Jacob Astor Vane Pennell | nicht ausgetragen     | nicht ausgetragen     | Besiegte Leaf & Noel 4-2         | Besiegte Browning & Bury 4-1     |
| Doppel    | Zweiter       | Cecil Browning Edmund Bury    | nicht ausgetragen     | nicht ausgetragen     | Freilos                          | Verlor gegen Astor & Pennell 4-1 |
| Doppel    | Dritter       | Henry Leaf Evan Baillie Noel  | nicht ausgetragen     | nicht ausgetragen     | Verlor gegen Astor & Pennell 4-2 | nicht erreicht                   |

### Radsport
| Disziplin                        | Platz           | Athlet(en)                                                   | Vorläufe                        | Halbfinale                                  | Finale         |
| -------------------------------- | --------------- | ------------------------------------------------------------ | ------------------------------- | ------------------------------------------- | -------------- |
| Männer                           |                 |                                                              |                                 |                                             |                |
| 660 Yards (603,491 m)            | Olympiasieger   | Victor Johnson                                               | 56,2 s Erster, Vierter Vorlauf  | 59,2 s Erster, Erstes Halbfinale            | 51,2 s         |
| 660 Yards (603,491 m)            | Vierter         | Daniel Flynn                                                 | 55,0 s Erster, 13. Vorlauf      | 54,8 s Erster, Drittes Halbfinale           | k. A.          |
| 660 Yards (603,491 m)            | Halbfinalist    | Clarence Kingsbury                                           | 57,4 s Erster, Dritter Vorlauf  | k. A. Zweiter, Zweites Halbfinale           | nicht erreicht |
| 660 Yards (603,491 m)            | Halbfinalist    | William Bailey                                               | 50,8 s Erster, Zweiter Vorlauf  | k. A. Dritter, Zweites Halbfinale           | nicht erreicht |
| 660 Yards (603,491 m)            | Halbfinalist    | Benjamin Jones                                               | 59,0 s Erster, Erster Vorlauf   | k. A. Dritter, Viertes Halbfinale           | nicht erreicht |
| 660 Yards (603,491 m)            | Halbfinalist    | Ernest Payne                                                 | 57,2 s Erster, Zwölfter Vorlauf | k. A. Vierter, Drittes Halbfinale           | nicht erreicht |
| 660 Yards (603,491 m)            | Vorläufe        | George Summers                                               | k. A. Zweiter, Sechster Vorlauf | nicht erreicht                              | nicht erreicht |
| 660 Yards (603,491 m)            | Vorläufe        | W. F. Magee                                                  | k. A. Zweiter, Elfter Vorlauf   | nicht erreicht                              | nicht erreicht |
| 660 Yards (603,491 m)            | Vorläufe        | Albert Denny                                                 | k. A. Zweiter, 16. Vorlauf      | nicht erreicht                              | nicht erreicht |
| 660 Yards (603,491 m)            | Vorläufe        | Joe Lavery                                                   | k. A. Dritter, Siebter Vorlauf  | nicht erreicht                              | nicht erreicht |
| 660 Yards (603,491 m)            | Vorläufe        | Gerald Anderson                                              | k. A. Vierter, 14. Vorlauf      | nicht erreicht                              | nicht erreicht |
| 5 km                             | Olympiasieger   | Benjamin Jones                                               | nicht ausgetragen               | 9:08,8 Erster, Fünftes Halbfinale           | 8:36,2         |
| 5 km                             | Fünfter         | Clarence Kingsbury                                           | nicht ausgetragen               | 8:53,0 Erster, Sechster Halbfinalist        | k. A.          |
| 5 km                             | Halbfinalist    | Daniel Flynn                                                 | nicht ausgetragen               | k. A. Zweiter, Erstes Halbfinale            | nicht erreicht |
| 5 km                             | Halbfinalist    | W. F. Magee                                                  | nicht ausgetragen               | k. A. Zweiter, Viertes Halbfinale           | nicht erreicht |
| 5 km                             | Halbfinalist    | C. V. Clark                                                  | nicht ausgetragen               | k. A. Zweiter, Siebtes Halbfinale           | nicht erreicht |
| 5 km                             | Halbfinalist    | Joe Lavery                                                   | nicht ausgetragen               | k. A. Vierter-Neunter, Fünftes Halbfinale   | nicht erreicht |
| 5 km                             | Halbfinalist    | Albert Calvert                                               | nicht ausgetragen               | k. A. Fünfter-Sechster, Sechstes Halbfinale | nicht erreicht |
| 5 km                             | —               | William Bailey                                               | nicht ausgetragen               | DNF —, Erstes Halbfinale                    | nicht erreicht |
| 5 km                             | —               | Ernest Payne                                                 | nicht ausgetragen               | DNF —, Zweites Halbfinale                   | nicht erreicht |
| 20 km                            | Olympiasieger   | Clarence Kingsbury                                           | nicht ausgetragen               | 32:33,8 Erster, Zweites Halbfinale          | 34:13,6        |
| 20 km                            | Zweiter         | Benjamin Jones                                               | nicht ausgetragen               | 32:39,0 Erster, Viertes Halbfinale          | k. A.          |
| 20 km                            | Fünfter-Neunter | Albert Denny                                                 | nicht ausgetragen               | 33:40,6 Erster, Sechster Halbfinale         | k. A.          |
| 20 km                            | Fünfter-Neunter | Leon Meredith                                                | nicht ausgetragen               | 33:21,0 Erster, Erstes Halbfinale           | k. A.          |
| 20 km                            | Halbfinalist    | Charlie Brooks                                               | nicht ausgetragen               | 32:34,0 Zweiter, Zweites Halbfinale         | nicht erreicht |
| 20 km                            | Halbfinalist    | David Robertson                                              | nicht ausgetragen               | 34:53,8 Zweiter, Fünftes Halbfinale         | nicht erreicht |
| 20 km                            | Halbfinalist    | Herbert Bouffler                                             | nicht ausgetragen               | k. A. Vierter, Drittes Halbfinale           | nicht erreicht |
| 20 km                            | —               | Daniel Flynn                                                 | nicht ausgetragen               | DNF —, Erstes Halbfinale                    | nicht erreicht |
| 20 km                            | —               | Frederick Hamlin                                             | nicht ausgetragen               | DNF —, Drittes Halbfinale                   | nicht erreicht |
| 20 km                            | —               | W. Lower                                                     | nicht ausgetragen               | DNF —, Viertes Halbfinale                   | nicht erreicht |
| 100 km                           | Olympiasieger   | Charles Bartlett                                             | nicht ausgetragen               | k. A. Zweiter, Zweites Halbfinale           | 2:41:48,6      |
| 100 km                           | Zweiter         | Charles Denny                                                | nicht ausgetragen               | k. A. Siebter-Neunter, Zweites Halbfinale   | k. A.          |
| 100 km                           | Vierter         | William Pett                                                 | nicht ausgetragen               | k. A. Sechster, Zweites Halbfinale          | k. A.          |
| 100 km                           | Siebter         | David Robertson                                              | nicht ausgetragen               | k. A. Sechster, Erstes Halbfinale           | k. A.          |
| 100 km                           | Achter          | Sydney Bailey                                                | nicht ausgetragen               | k. A. Dritter, Erstes Halbfinale            | k. A.          |
| 100 km                           | Neunter-17.     | J. H. Bishop                                                 | nicht ausgetragen               | k. A. Fünfter, Erstes Halbfinale            | DNF            |
| 100 km                           | Neunter-17.     | Leon Meredith                                                | nicht ausgetragen               | 2:43:15,4 Erster, Zweites Halbfinale        | DNF            |
| 100 km                           | Neunter-17.     | Harry Mussen                                                 | nicht ausgetragen               | k. A. Siebter-14., Erstes Halbfinale        | DNF            |
| 100 km                           | Halbfinalist    | J. Norman                                                    | nicht ausgetragen               | k. A. Siebter-14., Erstes Halbfinale        | nicht erreicht |
| 100 km                           | —               | Robert Jolly                                                 | nicht ausgetragen               | DNF —, Zweites Halbfinale                   | nicht erreicht |
| 100 km                           | —               | David Noon                                                   | nicht ausgetragen               | DNF —, Zweites Halbfinale                   | nicht erreicht |
| 2000 m Tandem                    | Zweiter         | Frederick Hamlin Thomas Johnson                              | 3:14,8 Erster, Zweiter Vorlauf  | 2:42,2 Erster, Erstes Halbfinale            | k. A.          |
| 2000 m Tandem                    | Dritter         | Charlie Brooks William Isaacs                                | 2:42,2 Erster, Erster Vorlauf   | k. A. Zweiter, Erstes Halbfinale            | k. A.          |
| 2000 m Tandem                    | Halbfinalist    | John Matthews Leon Meredith                                  | 2:43,2 Erster, Siebtes Vorlauf  | k. A. Zweiter, Zweites Halbfinale           | nicht erreicht |
| 2000 m Tandem                    | Halbfinalist    | John Barnard Arthur Rushen                                   | k. A. Zweiter, Vierter Vorlauf  | k. A. Dritter, Zweites Halbfinale           | nicht erreicht |
| 2000 m Tandem                    | Vorläufe        | Robert Jolly J. Norman                                       | k. A. Zweiter, Sechster Vorlauf | nicht erreicht                              | nicht erreicht |
| 2000 m Tandem                    | Vorläufe        | Cecil McKaig Ted Piercy                                      | k. A. Dritter, Dritter Vorlauf  | nicht erreicht                              | nicht erreicht |
| 1980 Yards Mannschaftsverfolgung | Olympiasieger   | Benjamin Jones Clarence Kingsbury Leon Meredith Ernest Payne | Kampflos Erster, Erster Vorlauf | 2:19,6 Erster, Erstes Halbfinale            | 2:18,6         |

### Ringen
| Disziplin                                                 | Platz         | Athlet               | Erste Runde            | Achtelfinale            | Viertelfinale                 | Halbfinale             | Finale Kampf um Platz 3 |
| --------------------------------------------------------- | ------------- | -------------------- | ---------------------- | ----------------------- | ----------------------------- | ---------------------- | ----------------------- |
| Männer                                                    |               |                      |                        |                         |                               |                        |                         |
| Leichtgewicht (bis 66,6 kg) (Griechisch-römischer Stil)   | Neunter       | Edward Blount        | Freilos                | Verlor gegen Persson    | nicht erreicht                | nicht erreicht         | nicht erreicht          |
| Leichtgewicht (bis 66,6 kg) (Griechisch-römischer Stil)   | Neunter       | Faulkner             | Freilos                | Verloren gegen Møller   | nicht erreicht                | nicht erreicht         | nicht erreicht          |
| Leichtgewicht (bis 66,6 kg) (Griechisch-römischer Stil)   | Neunter       | Arthur Hawkins       | Besiegte Carlsen       | Verlor gegen Radvány    | nicht erreicht                | nicht erreicht         | nicht erreicht          |
| Leichtgewicht (bis 66,6 kg) (Griechisch-römischer Stil)   | Neunter       | William Wood         | Besiegte Halík         | Verlor gegen Maróthy    | nicht erreicht                | nicht erreicht         | nicht erreicht          |
| Leichtgewicht (bis 66,6 kg) (Griechisch-römischer Stil)   | 17.           | George MacKenzie     | Verlor gegen Malmström | nicht erreicht          | nicht erreicht                | nicht erreicht         | nicht erreicht          |
| Leichtgewicht (bis 66,6 kg) (Griechisch-römischer Stil)   | 17.           | Arthur Rose          | Verlor gegen Maróthy   | nicht erreicht          | nicht erreicht                | nicht erreicht         | nicht erreicht          |
| Leichtgewicht (bis 66,6 kg) (Griechisch-römischer Stil)   | 17.           | William Ruff         | Verlor gegen Radvány   | nicht erreicht          | nicht erreicht                | nicht erreicht         | nicht erreicht          |
| Leichtgewicht (bis 66,6 kg) (Griechisch-römischer Stil)   | 17.           | Andrew Whittingstall | Verlor gegen Møller    | nicht erreicht          | nicht erreicht                | nicht erreicht         | nicht erreicht          |
| Mittelgewicht (bis 73 kg) (Griechisch-römischer Stil)     | Neunter       | Edgar Bacon          | Freilos                | Verlor gegen Eriksen    | nicht erreicht                | nicht erreicht         | nicht erreicht          |
| Mittelgewicht (bis 73 kg) (Griechisch-römischer Stil)     | Neunter       | Frederick Beck       | Besiegte Challstorp    | Verlor gegen Andersson  | nicht erreicht                | nicht erreicht         | nicht erreicht          |
| Mittelgewicht (bis 73 kg) (Griechisch-römischer Stil)     | Neunter       | George Bradshaw      | Freilos                | Verlor gegen Mårtensson | nicht erreicht                | nicht erreicht         | nicht erreicht          |
| Mittelgewicht (bis 73 kg) (Griechisch-römischer Stil)     | 17.           | Stanley Bacon        | Verlor gegen Andersson | nicht erreicht          | nicht erreicht                | nicht erreicht         | nicht erreicht          |
| Halbschwergewicht (bis 93 kg) (Griechisch-römischer Stil) | Fünfter       | Arthur Banbrook      | Freilos                | Besiegte Meesen         | Verlor gegen Jensen           | nicht erreicht         | nicht erreicht          |
| Halbschwergewicht (bis 93 kg) (Griechisch-römischer Stil) | Neunter       | Charles Brown        | Freilos                | Verlor gegen Dubois     | nicht erreicht                | nicht erreicht         | nicht erreicht          |
| Halbschwergewicht (bis 93 kg) (Griechisch-römischer Stil) | Neunter       | Edward Nixson        | Freilos                | Verlor gegen Saarela    | nicht erreicht                | nicht erreicht         | nicht erreicht          |
| Halbschwergewicht (bis 93 kg) (Griechisch-römischer Stil) | Neunter       | Walter West          | Besiegte Šustera       | Verlor gegen Weckman    | nicht erreicht                | nicht erreicht         | nicht erreicht          |
| Halbschwergewicht (bis 93 kg) (Griechisch-römischer Stil) | 17.           | Harold Foskett       | Verlor gegen Dubois    | nicht erreicht          | nicht erreicht                | nicht erreicht         | nicht erreicht          |
| Schwergewicht (über 93 kg) (Griechisch-römischer Stil)    | Fünfter       | Edward Barrett       | nicht ausgetragen      | nicht ausgetragen       | Verlor gegen Payr             | nicht erreicht         | nicht erreicht          |
| Schwergewicht (über 93 kg) (Griechisch-römischer Stil)    | Fünfter       | Frederick Humphreys  | nicht ausgetragen      | nicht ausgetragen       | Verlor gegen Alexander Petrow | nicht erreicht         | nicht erreicht          |
| Bantamgewicht (bis 54 kg) (Freistil)                      | Zweiter       | William Press        | nicht ausgetragen      | Besiegte Whiterall      | Besiegte Sansom               | Besiegte Tomkins       | Verlor gegen Mehnert    |
| Bantamgewicht (bis 54 kg) (Freistil)                      | Vierter       | Frederick Tomkins    | nicht ausgetragen      | Besiegte W. Cox         | Besiegte Saunders             | Verlor gegen Press     | Verlor gegen Côté       |
| Bantamgewicht (bis 54 kg) (Freistil)                      | Fünfter       | Frank Davis          | nicht ausgetragen      | Besiegte Knight         | Lost to Côté                  | nicht erreicht         | nicht erreicht          |
| Bantamgewicht (bis 54 kg) (Freistil)                      | Fünfter       | Burt Sansom          | nicht ausgetragen      | Besiegte Schwan         | Verlor gegen Press            | nicht erreicht         | nicht erreicht          |
| Bantamgewicht (bis 54 kg) (Freistil)                      | Fünfter       | George Saunders      | nicht ausgetragen      | Besiegte J. Cox         | Verlor gegen Tomkins          | nicht erreicht         | nicht erreicht          |
| Bantamgewicht (bis 54 kg) (Freistil)                      | Fünfter       | Harry Sprenger       | nicht ausgetragen      | Freilos                 | Verlor gegen Mehnert          | nicht erreicht         | nicht erreicht          |
| Bantamgewicht (bis 54 kg) (Freistil)                      | Neunter       | John Cox             | nicht ausgetragen      | Verlor gegen Saunders   | nicht erreicht                | nicht erreicht         | nicht erreicht          |
| Bantamgewicht (bis 54 kg) (Freistil)                      | Neunter       | William Cox          | nicht ausgetragen      | Verlor gegen Tomkins    | nicht erreicht                | nicht erreicht         | nicht erreicht          |
| Bantamgewicht (bis 54 kg) (Freistil)                      | Neunter       | Frederick Knight     | nicht ausgetragen      | Verlor gegen Davis      | nicht erreicht                | nicht erreicht         | nicht erreicht          |
| Bantamgewicht (bis 54 kg) (Freistil)                      | Neunter       | Guy Schwan           | nicht ausgetragen      | Verlor gegen Sansom     | nicht erreicht                | nicht erreicht         | nicht erreicht          |
| Bantamgewicht (bis 54 kg) (Freistil)                      | Neunter       | Henry Witherall      | nicht ausgetragen      | Verlor gegen Press      | nicht erreicht                | nicht erreicht         | nicht erreicht          |
| Federgewicht (bis 60,3 kg) (Freistil)                     | Zweiter       | James Slim           | nicht ausgetragen      | Freilos                 | Besiegte Peake                | Besiegte Tagg          | Verlor gegen Dole       |
| Federgewicht (bis 60,3 kg) (Freistil)                     | Dritter       | William McKie        | nicht ausgetragen      | Freilos                 | Besiegte White                | Verlor gegen Dole      | Besiegte Tagg           |
| Federgewicht (bis 60,3 kg) (Freistil)                     | Vierter       | William Tagg         | nicht ausgetragen      | Freilos                 | Besiegte Goddard              | Verlor gegen Slim      | Verlor gegen McKie      |
| Federgewicht (bis 60,3 kg) (Freistil)                     | Fünfter       | Arthur Goddard       | nicht ausgetragen      | Besiegte Couch          | Verlor gegen Tagg             | nicht erreicht         | nicht erreicht          |
| Federgewicht (bis 60,3 kg) (Freistil)                     | Fünfter       | Sidney Peake         | nicht ausgetragen      | Freilos                 | Verlor gegen Slim             | nicht erreicht         | nicht erreicht          |
| Federgewicht (bis 60,3 kg) (Freistil)                     | Fünfter       | James Webster        | nicht ausgetragen      | Besiegte Adams          | Verlor gegen Dole             | nicht erreicht         | nicht erreicht          |
| Federgewicht (bis 60,3 kg) (Freistil)                     | Fünfter       | James White          | nicht ausgetragen      | Besiegte Jones          | Verlor gegen McKie            | nicht erreicht         | nicht erreicht          |
| Federgewicht (bis 60,3 kg) (Freistil)                     | Neunter       | William Adams        | nicht ausgetragen      | Verlor gegen Webster    | nicht erreicht                | nicht erreicht         | nicht erreicht          |
| Federgewicht (bis 60,3 kg) (Freistil)                     | Neunter       | Percy Cockings       | nicht ausgetragen      | Verlor gegen Dole       | nicht erreicht                | nicht erreicht         | nicht erreicht          |
| Federgewicht (bis 60,3 kg) (Freistil)                     | Neunter       | Richard Couch        | nicht ausgetragen      | Verlor gegen Goddard    | nicht erreicht                | nicht erreicht         | nicht erreicht          |
| Federgewicht (bis 60,3 kg) (Freistil)                     | Neunter       | William Jones        | nicht ausgetragen      | Verlor gegen White      | nicht erreicht                | nicht erreicht         | nicht erreicht          |
| Leichtgewicht (bis 66,6 kg) (Freistil)                    | Olympiasieger | George de Relwyskow  | nicht ausgetragen      | Besiegte Henson         | Besiegte Shepherd             | Besiegte Gingell       | Besiegte Wood           |
| Leichtgewicht (bis 66,6 kg) (Freistil)                    | Zweiter       | William Wood         | nicht ausgetragen      | Besiegte Faulkner       | Besiegte Krug                 | Besiegte G. McKenzie   | Verlor gegen Relwyskow  |
| Leichtgewicht (bis 66,6 kg) (Freistil)                    | Dritter       | Albert Gingell       | nicht ausgetragen      | Freilos                 | Besiegte Baillie              | Verlor gegen Relwyskow | Besiegte G. McKenzie    |
| Leichtgewicht (bis 66,6 kg) (Freistil)                    | Vierter       | George McKenzie      | nicht ausgetragen      | Freilos                 | Besiegte J. McKenzie          | Verlor gegen Wood      | Verlor gegen Gingell    |
| Leichtgewicht (bis 66,6 kg) (Freistil)                    | Fünfter       | Herbert Baillie      | nicht ausgetragen      | Freilos                 | Verlor gegen Gingell          | nicht erreicht         | nicht erreicht          |
| Leichtgewicht (bis 66,6 kg) (Freistil)                    | Fünfter       | John McKenzie        | nicht ausgetragen      | Freilos                 | Verlor gegen G. McKenzie      | nicht erreicht         | nicht erreicht          |
| Leichtgewicht (bis 66,6 kg) (Freistil)                    | Fünfter       | William Shepherd     | nicht ausgetragen      | Freilos                 | Verlor gegen Relwyskow        | nicht erreicht         | nicht erreicht          |
| Leichtgewicht (bis 66,6 kg) (Freistil)                    | Neunter       | Faulkner             | nicht ausgetragen      | Verlor gegen Wood       | nicht erreicht                | nicht erreicht         | nicht erreicht          |
| Leichtgewicht (bis 66,6 kg) (Freistil)                    | Neunter       | William Henson       | nicht ausgetragen      | Verlor gegen Relwyskow  | nicht erreicht                | nicht erreicht         | nicht erreicht          |
| Leichtgewicht (bis 66,6 kg) (Freistil)                    | Neunter       | Joseph Hoy           | nicht ausgetragen      | Verlor gegen Krug       | nicht erreicht                | nicht erreicht         | nicht erreicht          |
| Mittelgewicht (bis 73 kg) (Freistil)                      | Olympiasieger | Stanley Bacon        | nicht ausgetragen      | Besiegte Chenery        | Besiegte Coleman              | Besiegte Beck          | Besiegte Relwyskow      |
| Mittelgewicht (bis 73 kg) (Freistil)                      | Zweiter       | George de Relwyskow  | nicht ausgetragen      | Besiegte Challstorp     | Besiegte E. Bacon             | Besiegte Andersson     | Verlor gegen S. Bacon   |
| Mittelgewicht (bis 73 kg) (Freistil)                      | Dritter       | Frederick Beck       | nicht ausgetragen      | Freilos                 | Besiegte Narganes             | Verlor gegen S. Bacon  | Besiegte Andersson      |
| Mittelgewicht (bis 73 kg) (Freistil)                      | Fünfter       | Edgar Bacon          | nicht ausgetragen      | Besiegte Bradshaw       | Verlor gegen Relwyskow        | nicht erreicht         | nicht erreicht          |
| Mittelgewicht (bis 73 kg) (Freistil)                      | Fünfter       | Aubrey Coleman       | nicht ausgetragen      | Besiegte Wallis         | Verlor gegen S. Bacon         | nicht erreicht         | nicht erreicht          |
| Mittelgewicht (bis 73 kg) (Freistil)                      | Neunter       | George Bradshaw      | nicht ausgetragen      | Verlor gegen E. Bacon   | nicht erreicht                | nicht erreicht         | nicht erreicht          |
| Mittelgewicht (bis 73 kg) (Freistil)                      | Neunter       | Henry Chenery        | nicht ausgetragen      | Verlor gegen S. Bacon   | nicht erreicht                | nicht erreicht         | nicht erreicht          |
| Mittelgewicht (bis 73 kg) (Freistil)                      | Neunter       | Arthur Wallis        | nicht ausgetragen      | Verlor gegen Coleman    | nicht erreicht                | nicht erreicht         | nicht erreicht          |
| Schwergewicht (über 73 kg) (Freistil)                     | Olympiasieger | George Con O’Kelly   | nicht ausgetragen      | Besiegte Talbott        | Besiegte Foskett              | Besiegte Barrett       | Besiegte Gundersen      |
| Schwergewicht (über 73 kg) (Freistil)                     | Dritter       | Edward Barrett       | nicht ausgetragen      | Freilos                 | Besiegte Brown                | Verlor gegen O’Kelly   | Besiegte Nixson         |
| Schwergewicht (über 73 kg) (Freistil)                     | Vierter       | Edward Nixson        | nicht ausgetragen      | Freilos                 | Besiegte Bruce                | Verlor gegen Gundersen | Verlor gegen Barrett    |
| Schwergewicht (über 73 kg) (Freistil)                     | Fünfter       | Lawrence Bruce       | nicht ausgetragen      | Besiegte Banbrook       | Verlor gegen Nixson           | nicht erreicht         | nicht erreicht          |
| Schwergewicht (über 73 kg) (Freistil)                     | Fünfter       | Frederick Humphreys  | nicht ausgetragen      | Freilos                 | Verlor gegen Gundersen        | nicht erreicht         | nicht erreicht          |
| Schwergewicht (über 73 kg) (Freistil)                     | Fünfter       | Harold Foskett       | nicht ausgetragen      | Freilos                 | Verlor gegen O’Kelly          | nicht erreicht         | nicht erreicht          |
| Schwergewicht (über 73 kg) (Freistil)                     | Fünfter       | Charles Brown        | nicht ausgetragen      | Freilos                 | Verlor gegen Barrett          | nicht erreicht         | nicht erreicht          |
| Schwergewicht (über 73 kg) (Freistil)                     | Neunter       | Arthur Banbrook      | nicht ausgetragen      | Verlor gegen Bruce      | nicht erreicht                | nicht erreicht         | nicht erreicht          |
| Schwergewicht (über 73 kg) (Freistil)                     | Neunter       | Walter West          | nicht ausgetragen      | Verlor gegen Gundersen  | nicht erreicht                | nicht erreicht         | nicht erreicht          |

### Rudern
| Disziplin              | Platz         | Athleten | Erste Runde       | Viertelfinale                      | Halbfinale                         | Finale            |
| ---------------------- | ------------- | --- | ----------------- | ---------------------------------- | ---------------------------------- | ----------------- |
| Männer                 |               | |                   |                                    |                                    |                   |
| Einer                  | Olympiasieger | Harry Blackstaffe | Freilos           | 10,3 Erster, Drittes Viertelfinale | 10,14 s Erster, Zweites Halbfinale | 9,26              |
| Einer                  | Zweiter       | Alexander McCulloch | Freilos           | 10,8 Erster, Viertes Viertelfinale | 10,22 s Erster, Erstes Halbfinale  | k. A.             |
| Zweier ohne Steuermann | Olympiasieger | John Fenning Gordon Thomson | nicht ausgetragen | nicht ausgetragen                  | 9,46 Erster, Erstes Halbfinale     | 9,41              |
| Zweier ohne Steuermann | Zweiter       | George Fairbairn Philip Verdon | nicht ausgetragen | nicht ausgetragen                  | 11,5 Erster, Zweites Halbfinale    | k. A.             |
| Vierer ohne Steuermann | Olympiasieger | Collier Cudmore, James Angus Gillan, Duncan Mackinnon, John Somers-Smith                                                                                            | nicht ausgetragen | nicht ausgetragen                  | 8,34 Erster, Erstes Halbfinale     | 8,34              |
| Vierer ohne Steuermann | Zweiter       | Philip Filleul, Harold Barker, John Fenning, Gordon Thomson | nicht ausgetragen | nicht ausgetragen                  | 9,4 Erster, Zweites Halbfinale     | k. A.             |
| Achter                 | Olympiasieger | Albert Gladstone, Frederick Kelly, Banner Johnstone, Guy Nickalls, Charles Burnell, Ronald Sanderson, Raymond Etherington-Smith, Henry Bucknall, Gilchrist Maclagan | nicht ausgetragen | 8,10 Erster, Zweites Viertelfinale | 8,12 Erster, Erstes Halbfinale     | 8,34              |
| Achter                 | Dritter       | Frank Jerwood, Eric Walter Powell, Oswald Carver, Edward Williams, Henry Goldsmith, Harold Kitching, John Burn, Douglas Stuart, Richard Boyle                       | nicht ausgetragen | Freilos                            | k. A. Zweiter, Zweites Halbfinale  | nicht ausgetragen |

### Rugby
| Disziplin | Platz   | Athleten | Finale                          |
| --------- | ------- | --- | ------------------------------- |
| Männer    |         | |                                 |
| Männer    | Zweiter | Edward Jackett, Barney Solomon, Bert Solomon, Frederick Dean, Jimmy Jose, Thomas Wedge, James Davey, Dick Jackett, Eddie Jones, Arthur Wilson, Nicholas Tregurtha, A. Lawry, Charlie Marshall, Thomas Willcocks, Joe Trevaskis | Verloren gegen Australasia 32-3 |

### Schießen
| Disziplin                                   | Platz         | Athlet(en)                                                                                     | Punkte |
| ------------------------------------------- | ------------- | ---------------------------------------------------------------------------------------------- | ------ |
| Männer                                      |               |                                                                                                |        |
| Armeegewehr                                 | Olympiasieger | Joshua Millner                                                                                 | 98     |
| Armeegewehr                                 | Dritter       | Maurice Blood                                                                                  | 92     |
| Armeegewehr                                 | Vierter       | Richard Barnett                                                                                | 92     |
| Armeegewehr                                 | Vierter       | Thomas Ranken                                                                                  | 92     |
| Armeegewehr                                 | Sechster      | Thomas Caldwell                                                                                | 91     |
| Armeegewehr                                 | Sechster      | John Sellars                                                                                   | 91     |
| Armeegewehr                                 | 16.           | Thomas Fremantle                                                                               | 87     |
| Armeegewehr                                 | 19.           | Peter Whitehead                                                                                | 86     |
| Armeegewehr                                 | 24.           | John Hopton                                                                                    | 84     |
| Armeegewehr                                 | 28.           | Alexander Rogers                                                                               | 82     |
| Freies Gewehr Dreistellungskampf            | Zehnter       | Jesse Wallingford                                                                              | 828    |
| Freies Gewehr Dreistellungskampf            | Elfter        | Maurice Blood                                                                                  | 825    |
| Freies Gewehr Dreistellungskampf            | 20.           | Alexander Jackson                                                                              | 771    |
| Freies Gewehr Dreistellungskampf            | 26.           | Robert Hawkins                                                                                 | 752    |
| Freies Gewehr Dreistellungskampf            | 40.           | Henry Chaney                                                                                   | 671    |
| Freies Gewehr Dreistellungskampf Mannschaft | Sechster      | Jesse Wallingford Harold Hawkins Charles Churcher Thomas Raddall James Bostock Robert Brown    | 4355   |
| Armeegewehr Mannschaft                      | Zweiter       | Harcourt Ommundsen Fleetwood Varley Arthur Fulton Philip Richardson Walter Padgett John Martin | 2497   |
| Kleinkalibergewehr liegend                  | Olympiasieger | Arthur Carnell                                                                                 | 387    |
| Kleinkalibergewehr liegend                  | Zweiter       | Harold Humby                                                                                   | 386    |
| Kleinkalibergewehr liegend                  | Dritter       | George Barnes                                                                                  | 385    |
| Kleinkalibergewehr liegend                  | Vierter       | Maurice Matthews                                                                               | 384    |
| Kleinkalibergewehr liegend                  | Fünfter       | Edward Amoore                                                                                  | 383    |
| Kleinkalibergewehr liegend                  | Sechster      | William Pimm                                                                                   | 379    |
| Kleinkalibergewehr liegend                  | Siebter       | Albert Taylor                                                                                  | 376    |
| Kleinkalibergewehr liegend                  | Achter        | Harold Hawkins                                                                                 | 374    |
| Kleinkalibergewehr liegend                  | Neunter       | Jack Warner                                                                                    | 373    |
| Kleinkalibergewehr liegend                  | Zehnter       | Arthur Wilde                                                                                   | 370    |
| Kleinkalibergewehr liegend                  | Zwölfter      | James Milne                                                                                    | 368    |
| Kleinkalibergewehr liegend                  | 14.           | William Milne                                                                                  | 363    |
| Kleinkalibergewehr bewegliches Ziel         | Olympiasieger | John Fleming                                                                                   | 24     |
| Kleinkalibergewehr bewegliches Ziel         | Zweiter       | Maurice Matthews                                                                               | 24     |
| Kleinkalibergewehr bewegliches Ziel         | Dritter       | William Marsden                                                                                | 24     |
| Kleinkalibergewehr bewegliches Ziel         | Vierter       | Edward Newitt                                                                                  | 24     |
| Kleinkalibergewehr bewegliches Ziel         | Fünfter       | Philip Plater                                                                                  | 22     |
| Kleinkalibergewehr bewegliches Ziel         | Sechster      | William Pimm                                                                                   | 21     |
| Kleinkalibergewehr bewegliches Ziel         | Siebter       | William Milne                                                                                  | 21     |
| Kleinkalibergewehr bewegliches Ziel         | Neunter       | William Styles                                                                                 | 17     |
| Kleinkalibergewehr bewegliches Ziel         | Zehnter       | Arthur Wilde                                                                                   | 13     |
| Kleinkalibergewehr bewegliches Ziel         | 13.           | James Milne                                                                                    | 12     |
| Kleinkalibergewehr bewegliches Ziel         | 19.           | Edward Amoore                                                                                  | 3      |
| Kleinkalibergewehr bewegliches Ziel         | 19.           | Harold Hawkins                                                                                 | 3      |
| Kleinkalibergewehr verschwindendes Ziel     | Olympiasieger | William Styles                                                                                 | 45     |
| Kleinkalibergewehr verschwindendes Ziel     | Zweiter       | Harold Hawkins                                                                                 | 45     |
| Kleinkalibergewehr verschwindendes Ziel     | Dritter       | Edward Amoore                                                                                  | 45     |
| Kleinkalibergewehr verschwindendes Ziel     | Vierter       | William Milne                                                                                  | 45     |
| Kleinkalibergewehr verschwindendes Ziel     | Fünfter       | James Milne                                                                                    | 45     |
| Kleinkalibergewehr verschwindendes Ziel     | Sechster      | Arthur Wilde                                                                                   | 45     |
| Kleinkalibergewehr verschwindendes Ziel     | Achter        | Harold Humby                                                                                   | 45     |
| Kleinkalibergewehr verschwindendes Ziel     | Neunter       | John Fleming                                                                                   | 42     |
| Kleinkalibergewehr verschwindendes Ziel     | Neunter       | Maurice Matthews                                                                               | 42     |
| Kleinkalibergewehr verschwindendes Ziel     | Neunter       | Edward Newitt                                                                                  | 42     |
| Kleinkalibergewehr verschwindendes Ziel     | 15.           | William Pimm                                                                                   | 39     |
| Kleinkalibergewehr verschwindendes Ziel     | 15.           | Philip Plater                                                                                  | 39     |
| Kleinkalibergewehr Mannschaft               | Olympiasieger | Maurice Matthews Harold Humby William Pimm Edward Amoore                                       | 771    |
| Laufender Hirsch Einzelschuss               | Zweiter       | Thomas Ranken                                                                                  | 24     |
| Laufender Hirsch Einzelschuss               | Dritter       | Alexander Rogers                                                                               | 24     |
| Laufender Hirsch Einzelschuss               | Vierter       | Maurice Blood                                                                                  | 23     |
| Laufender Hirsch Einzelschuss               | Fünfter       | Albert Kempster                                                                                | 22     |
| Laufender Hirsch Einzelschuss               | Sechster      | James Cowan                                                                                    | 21     |
| Laufender Hirsch Einzelschuss               | Sechster      | William Lane-Joynt                                                                             | 21     |
| Laufender Hirsch Einzelschuss               | Neunter       | Joshua Millner                                                                                 | 20     |
| Laufender Hirsch Einzelschuss               | Zehnter       | Charles Nix                                                                                    | 19     |
| Laufender Hirsch Einzelschuss               | Zwölfter      | William Ellicott                                                                               | 16     |
| Laufender Hirsch Doppelschuss               | Zweiter       | Thomas Ranken                                                                                  | 46     |
| Laufender Hirsch Doppelschuss               | Vierter       | Maurice Blood                                                                                  | 34     |
| Laufender Hirsch Doppelschuss               | Fünfter       | Albert Kempster                                                                                | 34     |
| Laufender Hirsch Doppelschuss               | Sechster      | William Ellicott                                                                               | 33     |
| Laufender Hirsch Doppelschuss               | Sechster      | Alexander Rogers                                                                               | 33     |
| Laufender Hirsch Doppelschuss               | Neunter       | John Bashford                                                                                  | 25     |
| Laufender Hirsch Doppelschuss               | Zehnter       | James Cowan                                                                                    | 24     |
| Laufender Hirsch Doppelschuss               | Elfter        | Charles Nix                                                                                    | 22     |
| Laufender Hirsch Doppelschuss               | 13.           | William Lane-Joynt                                                                             | 20     |
| Laufender Hirsch Doppelschuss               | 15.           | Joshua Millner                                                                                 | 15     |
| Laufender Hirsch Einzelschuss Mannschaft    | Zweiter       | Charles Nix William Lane-Joynt William Ellicott Thomas Ranken                                  | 85     |
| Revolver und Pistole                        | Fünfter       | Jesse Wallingford                                                                              | 467    |
| Revolver und Pistole                        | Siebter       | William Ellicott                                                                               | 458    |
| Revolver und Pistole                        | Elfter        | Geoffrey Coles                                                                                 | 449    |
| Revolver und Pistole                        | 13.           | Henry Lynch-Staunton                                                                           | 443    |
| Revolver und Pistole                        | 14.           | William Lane-Joynt                                                                             | 442    |
| Revolver und Pistole                        | 16.           | William Newton                                                                                 | 440    |
| Revolver und Pistole                        | 23.           | Charles Wirgman                                                                                | 425    |
| Revolver und Pistole                        | 28.           | Peter Jones                                                                                    | 407    |
| Revolver und Pistole                        | 31.           | James Le Fevre                                                                                 | 399    |
| Revolver und Pistole                        | 39.           | Henry Munday                                                                                   | 358    |
| Revolver und Pistole                        | 42.           | John Bashford                                                                                  | 329    |
| Schnellfeuerpistole Mannschaft              | Dritter       | Jesse Wallingford Geoffrey Coles Henry Lynch-Staunton William Ellicott                         | 1817   |
| Wurfscheibenschießen                        | Dritter       | Alexander Maunder                                                                              | 57     |
| Wurfscheibenschießen                        | Fünfter       | Charles Palmer                                                                                 | 55     |
| Wurfscheibenschießen                        | Siebter       | Robert Hutton                                                                                  | 53     |
| Wurfscheibenschießen                        | Zehnter       | Frank Moore                                                                                    | 52     |
| Wurfscheibenschießen                        | Elfter        | George Whitaker                                                                                | 51     |
| Wurfscheibenschießen                        | Zwölfter      | James Pike                                                                                     | 50     |
| Wurfscheibenschießen                        | 17.           | Henry Creasey                                                                                  | 46     |
| Wurfscheibenschießen                        | 17.           | Peter Easte                                                                                    | 46     |
| Wurfscheibenschießen                        | 19.           | Gerald Merlin                                                                                  | 45     |
| Wurfscheibenschießen                        | 20.           | William Morris                                                                                 | 44     |
| Wurfscheibenschießen                        | 24.           | John Butt                                                                                      | 26     |
| Wurfscheibenschießen Mannschaft             | Olympiasieger | Peter Easte Alexander Maunder Frank Moore Charles Palmer James Pike John Postans               | 407    |
| Wurfscheibenschießen Mannschaft             | Dritter       | John Butt Henry Creasey Robert Hutton William Morris George Skinner George Whitaker            | 372    |

### Schwimmen
| Disziplin          | Platz         | Athlet(en)                                                  | Vorläufe                               | Halbfinale                                | Finale         |
| ------------------ | ------------- | ----------------------------------------------------------- | -------------------------------------- | ----------------------------------------- | -------------- |
| Männer             |               |                                                             |                                        |                                           |                |
| 100 m Freistil     | Halbfinalist  | George Dockrell                                             | 1:13,2 Erster, Achter Vorlauf          | 1:11,4 Dritter, Zweites Halbfinale        | nicht erreicht |
| 100 m Freistil     | Halbfinalist  | Addin Tyldesley                                             | 1:12,0 Zweiter, Zweiter Vorlauf        | k. A. Fünfter, Zweites Halbfinale         | nicht erreicht |
| 100 m Freistil     | Halbfinalist  | Wilfred Edwards                                             | 1:05,8 Erster, Siebter Vorlauf         | k. A. Fünfter-Sechster, Erstes Halbfinale | nicht erreicht |
| 100 m Freistil     | Halbfinalist  | Paul Radmilovic                                             | 1:12,0 Zweiter, Sechster Vorlauf       | k. A. Fünfter-Sechster, Erstes Halbfinale | nicht erreicht |
| 100 m Freistil     | Vorläufe      | John Derbyshire                                             | 1:12,6 Zweiter, Vierter Vorlauf        | nicht erreicht                            | nicht erreicht |
| 100 m Freistil     | Vorläufe      | George Innocent                                             | k. A. Dritter, Fünfter Vorlauf         | nicht erreicht                            | nicht erreicht |
| 400 m Freistil     | Olympiasieger | Henry Taylor                                                | 5:42,2 Erster, Sechster Vorlauf        | 5:41,0 Zweiter, Erstes Halbfinale         | 5:36,8         |
| 400 m Freistil     | Vierter       | William Foster                                              | 5:54,8 Erster, Zweiter Vorlauf         | 5:52,2 Zweiter, Zweites Halbfinale        | k. A.          |
| 400 m Freistil     | Halbfinalist  | Sydney Battersby                                            | 5:48,8 Erster, Erster Vorlauf          | k. A. Dritter, Erstes Halbfinale          | nicht erreicht |
| 400 m Freistil     | Halbfinalist  | Paul Radmilovic                                             | 6:10,0 Erster, Fünfter Vorlauf         | k. A. Dritter, Zweites Halbfinale         | nicht erreicht |
| 400 m Freistil     | Vorläufe      | Sam Blatherwick                                             | 6:16,8 Zweites, Vierter Vorlauf        | nicht erreicht                            | nicht erreicht |
| 400 m Freistil     | Vorläufe      | William Haynes                                              | 6:21,2 Zweiter, Siebter Vorlauf        | nicht erreicht                            | nicht erreicht |
| 400 m Freistil     | Vorläufe      | Archibald Sharp                                             | 7:00,4 Zweiter, Neunter Vorlauf        | nicht erreicht                            | nicht erreicht |
| 1500 m Freistil    | Olympiasieger | Henry Taylor                                                | 23:24,4 Erster, Sechster Vorlauf       | 22:54,0 Erster, Erstes Halbfinale         | 22:48,4        |
| 1500 m Freistil    | Zweiter       | Sydney Battersby                                            | 23:42,8 Erster, Vierter Vorlauf        | 23:23,0 Erster, Zweites Halbfinale        | 22:51,2        |
| 1500 m Freistil    | Halbfinalist  | William Foster                                              | 24:33,0 Erster, Siebter Vorlauf        | k. A. Dritter, Erstes Halbfinale          | nicht erreicht |
| 1500 m Freistil    | Halbfinalist  | Lewis Moist                                                 | 26:52,0 Erster, Dritter Vorlauf        | Unknown Vierter, Erstes Halbfinale        | nicht erreicht |
| 1500 m Freistil    | Halbfinalist  | John Arthur Jarvis                                          | 25:51,6 Erster, Fünfter Vorlauf        | Did not finish —, Zweites Halbfinale      | nicht erreicht |
| 1500 m Freistil    | Halbfinalist  | Paul Radmilovic                                             | 25:02,4 Erster, Erster Vorlauf         | Did not start —, Zweites Halbfinale       | nicht erreicht |
| 1500 m Freistil    | Vorläufe      | Sam Blatherwick                                             | 25:15,4 Zweiter, Zweiter Vorlauf       | nicht erreicht                            | nicht erreicht |
| 1500 m Freistil    | Vorläufe      | Robert Hassell                                              | 28:14,8 Dritter, Fünfter Vorlauf       | nicht erreicht                            | nicht erreicht |
| 100 m Rücken       | Dritter       | Herbert Haresnape                                           | 1:26,2 Erster, Vierter Vorlauf         | 1:28,8 Zweiter, Zweites Halbfinale        | 1:27,0         |
| 100 m Rücken       | Halbfinalist  | John Taylor                                                 | 1:25,8 Erster, Sechster Vorlauf        | k. A. Dritter, Zweites Halbfinale         | nicht erreicht |
| 100 m Rücken       | Halbfinalist  | Sidney Parvin                                               | 1:35,2 Erster, Fünfter Vorlauf         | k. A. Vierter, Erstes Halbfinale          | nicht erreicht |
| 100 m Rücken       | Halbfinalist  | Colin Lewis                                                 | 1:30,2 Erster, Dritter Vorlauf         | k. A. Vierter, Zweites Halbfinale         | nicht erreicht |
| 100 m Rücken       | Vorläufe      | Frederick Unwin                                             | 1:30,0 Zweiter, Erster Vorlauf         | nicht erreicht                            | nicht erreicht |
| 100 m Rücken       | Vorläufe      | Sidney Willis                                               | 1:34,4 Zweiter, Zweites Vorlauf        | nicht erreicht                            | nicht erreicht |
| 100 m Rücken       | Vorläufe      | Eric Seward                                                 | k. A. Dritter, Siebter Vorlauf         | nicht erreicht                            | nicht erreicht |
| 200 m Brust        | Olympiasieger | Frederick Holman                                            | 3:10,6 Erster, Erster Vorlauf          | 3:10,0 Erster, Erstes Halbfinale          | 3:09,2         |
| 200 m Brust        | Zweiter       | William Robinson                                            | 3:13,0 Erster, Fünfter Vorlauf         | 1:11,8 Erster, Zweites Halbfinale         | 3:12,8         |
| 200 m Brust        | Vorläufe      | Percy Courtman                                              | 3:18,4 Zweiter, Siebter Vorlauf        | nicht erreicht                            | nicht erreicht |
| 200 m Brust        | Vorläufe      | Alf Davies                                                  | k. A. Dritter, Dritter Vorlauf         | nicht erreicht                            | nicht erreicht |
| 200 m Brust        | Vorläufe      | Sydney Gooday                                               | k. A. Dritter, Vierter Vorlauf         | nicht erreicht                            | nicht erreicht |
| 200 m Brust        | Vorläufe      | Frederick Naylor                                            | k. A. Vierter-Fünfter, Zweiter Vorlauf | nicht erreicht                            | nicht erreicht |
| 4 × 200 m Freistil | Olympiasieger | William Foster Paul Radmilovic John Derbyshire Henry Taylor | nicht ausgetragen                      | 10:53,4 Erster, Zweites Halbfinale        | 10:55,6        |

### Segeln
| Disziplin       | Platz         | Athleten |
| --------------- | ------------- | --- |
| Männer          |               | |
| 6-Meter-Klasse  | Olympiasieger | Dormy Gilbert Laws, Thomas McMeekin, Charles Crichton |
| 6-Meter-Klasse  | Vierter       | Sibindi John Leuchars, Wilfrid Leuchars, Frank Smith |
| 7-Meter-Klasse  | Olympiasieger | Heroine Charles Rivett-Carnac, Richard Dixon, Norman Bingley, Frances Rivett-Carnac                                                                                                  |
| 8-Meter-Klasse  | Olympiasieger | Cobweb Blair Cochrane, Arthur Wood, Henry Sutton, John Rhodes, Charles Campbell |
| 8-Meter-Klasse  | Dritter       | Sorais Philip Hunloke, Alfred Hughes, Frederick Hughes, George Ratsey, William Ward                                                                                                  |
| 12-Meter-Klasse | Olympiasieger | Hera Thomas Glen-Coats, Arthur Downes, John Downes, John Buchanan, David Dunlop, John Mackenzie, Gerald Tait, James Bunten, Albert Martin, John Aspin                                |
| 12-Meter-Klasse | Zweiter       | Mouchette Charles MacIver, Charles R. MacIver, James Baxter, William Davidson, James Spence, Thomas Littledale, John Jellico, Charles MacLeod-Robertson, J. Graham Kenion, John Adam |

### Tauziehen
| Disziplin | Platz         | Athleten | Viertelfinale                | Halbfinale                                                | Finale                                              |
| --------- | ------------- | --- | ---------------------------- | --------------------------------------------------------- | --------------------------------------------------- |
| Männer    |               | |                              |                                                           |                                                     |
| Männer    | Olympiasieger | City of London Police Edward Barrett, Frederick Goodfellow, William Hirons, Frederick Humphreys, Albert Ireton, Frederick Merriman, Edwin Mills, James Shepherd | Freilos                      | Besiegten Großbritannien Metropolitan Police „K“ Division | Besiegten Großbritannien Liverpool Police           |
| Männer    | Zweiter       | Liverpool Police Thomas Butler, Jim Clarke, William Greggan, Alexander Kidd, Daniel McDonald Lowey, Patrick Philbin, George Smith, Thomas Swindlehurst          | Besiegten Vereinigte Staaten | Besiegten Schweden                                        | Verloren gegen Großbritannien City of London Police |
| Männer    | Dritter       | Metropolitan Police „K“ Division Walter Chaffe, Joseph Dowler, Ernest Ebbage, Thomas Homewood, Alexander Munro, William Slade, Walter Tammas, James Woodget     | Freilos                      | Verloren gegen Großbritannien City of London Police       | nicht erreicht                                      |

### Tennis
| Disziplin             | Platz         | Athlet                                    | Erste Runde             | Zweite Runde       | Achtelfinale                         | Viertelfinale                    | Halbfinale                      | Finale                        |
| --------------------- | ------------- | ----------------------------------------- | ----------------------- | ------------------ | ------------------------------------ | -------------------------------- | ------------------------------- | ----------------------------- |
| Männer                |               |                                           |                         |                    |                                      |                                  |                                 |                               |
| Einzel Männer (Rasen) | Olympiasieger | Josiah Ritchie                            | Freilos                 | Besiegte Gauntlett | Besiegte W. C. Crawley               | Besiegte Germot                  | Besiegte Eaves                  | Besiegte Froitzheim           |
| Einzel Männer (Rasen) | Dritter       | Wilberforce Vaughan Eaves                 | Besiegte Kinzl          | Freilos            | Besiegte Bissing                     | Besiegte Dixon                   | Verlor gegen Ritchie            | nicht erreicht                |
| Einzel Männer (Rasen) | Fünfter       | George Caridia                            | Freilos                 | Besiegte Kitson    | Besiegte R. Powell                   | Verlor gegen Froitzheim          | nicht erreicht                  | nicht erreicht                |
| Einzel Männer (Rasen) | Fünfter       | Charles Dixon                             | Besiegte Rahe           | Besiegte Lauber    | Besiegte Hykš                        | Verlor gegen Eaves               | nicht erreicht                  | nicht erreicht                |
| Einzel Männer (Rasen) | Neunter       | W. C. Crawley                             | Freilos                 | Freilos            | Verlor gegen Ritchie                 | nicht erreicht                   | nicht erreicht                  | nicht erreicht                |
| Einzel Männer (Rasen) | Neunter       | James Parke                               | Freilos                 | Besiegte Tóth      | Verlor gegen Froitzheim              | nicht erreicht                   | nicht erreicht                  | nicht erreicht                |
| Einzel Männer (Rasen) | 26.           | Kenneth Powell                            | Verlor gegen Froitzheim | nicht erreicht     | nicht erreicht                       | nicht erreicht                   | nicht erreicht                  | nicht erreicht                |
| Einzel Frauen (Rasen) | Olympiasieger | Dorothea Douglass                         | nicht ausgetragen       | nicht ausgetragen  | Freilos                              | Besiegte Morton                  | Besiegte Winch                  | Besiegte Boothby              |
| Einzel Frauen (Rasen) | Zweiter       | Dora Boothby                              | nicht ausgetragen       | nicht ausgetragen  | Freilos                              | Freilos                          | Freilos                         | Verlor gegen Douglass         |
| Einzel Frauen (Rasen) | Dritter       | Ruth Winch                                | nicht ausgetragen       | nicht ausgetragen  | Freilos                              | Freilos                          | Verlor gegen Douglass           | nicht erreicht                |
| Einzel Frauen (Rasen) | Vierter       | Agnes Morton                              | nicht ausgetragen       | nicht ausgetragen  | Besiegte Greene                      | Verlor gegen Douglass            | nicht erreicht                  | nicht erreicht                |
| Einzel Frauen (Rasen) | Fünfter       | Alice Greene                              | nicht ausgetragen       | nicht ausgetragen  | Verlor gegen Morton                  | nicht erreicht                   | nicht erreicht                  | nicht erreicht                |
| Doppel Männer (Rasen) | Olympiasieger | George Hillyard Reginald Doherty          | nicht ausgetragen       | Freilos            | Freilos                              | Besiegte W. C. Crawley/K. Powell | Besiegte Cazalet/Dixon          | Besiegte Ritchie/Parke        |
| Doppel Männer (Rasen) | Zweiter       | Josiah Ritchie James Parke                | nicht ausgetragen       | Freilos            | Besiegte Zsigmondy/Tóth              | Besiegte Piepes/Zborzil          | Freilos                         | Verlor gegen Hillyard/Doherty |
| Doppel Männer (Rasen) | Dritter       | Clement Cazalet Charles Dixon             | nicht ausgetragen       | Freilos            | Besiegte C. van Lennep/R. van Lennep | Besiegte Gauntlett/Kitson        | Verloren gegen Hillyard/Doherty | nicht erreicht                |
| Doppel Männer (Rasen) | Vierter       | W. C. Crawley Kenneth Powell              | nicht ausgetragen       | Freilos            | Besiegte Foulkes/R. Powell           | Lost to Hillyard/Doherty         | nicht erreicht                  | nicht erreicht                |
| Einzel Männer (Halle) | Olympiasieger | Arthur Gore                               | nicht ausgetragen       | nicht ausgetragen  | Freilos                              | Freilos                          | Besiegte Ritchie                | Besiegte Caridia              |
| Einzel Männer (Halle) | Zweiter       | George Caridia                            | nicht ausgetragen       | nicht ausgetragen  | Freilos                              | Besiegte Setterwall              | Besiegte Eaves                  | Verlor gegen Gore             |
| Einzel Männer (Halle) | Dritter       | Josiah Ritchie                            | nicht ausgetragen       | nicht ausgetragen  | Freilos                              | Freilos                          | Verlor gegen Gore               | nicht erreicht                |
| Einzel Männer (Halle) | Vierter       | Wilberforce Vaughan Eaves                 | nicht ausgetragen       | nicht ausgetragen  | Freilos                              | Besiegte Boström                 | Verlor gegen Caridia            | nicht erreicht                |
| Einzel Männer (Halle) | Siebter       | Lionel Hunter Escombe                     | nicht ausgetragen       | nicht ausgetragen  | Verlor gegen Setterwall              | nicht erreicht                   | nicht erreicht                  | nicht erreicht                |
| Einzel Frauen (Halle) | Olympiasieger | Gwendoline Eastlake-Smith                 | nicht ausgetragen       | nicht ausgetragen  | nicht ausgetragen                    | Besiegte Pinckney                | Besiegte Wallenberg             | Besiegte Greene               |
| Einzel Frauen (Halle) | Zweiter       | Alice Greene                              | nicht ausgetragen       | nicht ausgetragen  | nicht ausgetragen                    | Besiegte Boothby                 | Besiegte Adlerstråhle           | Verlor gegen Eastlake-Smith   |
| Einzel Frauen (Halle) | Fünfter       | Dora Boothby                              | nicht ausgetragen       | nicht ausgetragen  | nicht ausgetragen                    | Verlor gegen Greene              | nicht erreicht                  | nicht erreicht                |
| Einzel Frauen (Halle) | Fünfter       | Mildred Coles                             | nicht ausgetragen       | nicht ausgetragen  | nicht ausgetragen                    | Verlor gegen Wallenberg          | nicht erreicht                  | nicht erreicht                |
| Einzel Frauen (Halle) | Fünfter       | Violet Pinckney                           | nicht ausgetragen       | nicht ausgetragen  | nicht ausgetragen                    | Verlor gegen Eastlake-Smith      | nicht erreicht                  | nicht erreicht                |
| Doppel Männer (Halle) | Olympiasieger | Herbert Roper Barrett Arthur Gore         | nicht ausgetragen       | nicht ausgetragen  | nicht ausgetragen                    | Freilos                          | Besiegte Escombe/Ritchie        | Besiegte Caridia/Simond       |
| Doppel Männer (Halle) | Zweiter       | George Caridia George Miéville Simond     | nicht ausgetragen       | nicht ausgetragen  | nicht ausgetragen                    | Besiegte Eaves/Hillyard          | Besiegte Boström/Setterwall     | Verlor gegen Barrett/Gore     |
| Doppel Männer (Halle) | Vierter       | Lionel Hunter Escombe Josiah Ritchie      | nicht ausgetragen       | nicht ausgetragen  | nicht ausgetragen                    | Bye                              | Verlor gegen Barrett/Gore       | nicht erreicht                |
| Doppel Männer (Halle) | Fünfter       | Wilberforce Vaughan Eaves George Hillyard | nicht ausgetragen       | nicht ausgetragen  | nicht ausgetragen                    | Verlor gegen Caridia/Simond      | nicht erreicht                  | nicht erreicht                |

### Turnen
| Disziplin       | Platz    | Athlet          | Punkte |
| --------------- | -------- | --------------- | ------ |
| Männer          |          |                 |        |
| Einzelmehrkampf | Zweiter  | Walter Tysall   | 312    |
| Einzelmehrkampf | Sechster | Samuel Hodgetts | 266    |
| Einzelmehrkampf | Neunter  | Edward Potts    | 252,5  |
| Einzelmehrkampf | Zwölfter | George Bailey   | 246    |
| Einzelmehrkampf | 16.      | Franklin Dick   | 233,5  |
| Einzelmehrkampf | 16.      | Arthur Hodges   | 252,5  |
| Einzelmehrkampf | k. A.    | Edmund Aspinall | k. A.  |
| Einzelmehrkampf | k. A.    | Oliver Bauscher | k. A.  |
| Einzelmehrkampf | k. A.    | Joseph Cook     | k. A.  |
| Einzelmehrkampf | k. A.    | Sidney Domville | k. A.  |
| Einzelmehrkampf | k. A.    | E. Dyson        | k. A.  |
| Einzelmehrkampf | k. A.    | William Fergus  | k. A.  |
| Einzelmehrkampf | k. A.    | A. V. Ford      | k. A.  |
| Einzelmehrkampf | k. A.    | James Graham    | k. A.  |
| Einzelmehrkampf | k. A.    | Robert Hanley   | k. A.  |
| Einzelmehrkampf | k. A.    | Leonard Hanson  | k. A.  |
| Einzelmehrkampf | k. A.    | G. Meade        | k. A.  |
| Einzelmehrkampf | k. A.    | C. H. Smith     | k. A.  |
| Einzelmehrkampf | k. A.    | J. A. Walters   | k. A.  |
| Einzelmehrkampf | k. A.    | W. Watters      | k. A.  |

| Disziplin            | Platz  | Athleten | Punkte |
| -------------------- | ------ | --- | ------ |
| Männer               |        | |        |
| Mannschaftsmehrkampf | Achter | P. A. Baker, W. F. Barrett, Robert Bonney, J. H. Catley, M. Clay, E. Clough, James Cotterell, W. Cowy, G. C. Cullen, F. Denby, Herbert Drury, W. Fitt, H. Gill, A. S. Harley, Arthur Hawkins, William Hoare, J. A. Horridge, H. J. Huskinson, J. W. Jones, E. Justice, N. J. Keighley, R. Laycock, R. McGaw, J. McPhail, W. Manning, W. G. Merrifield, Charles Oldaker, G. Parrott, E. Parsons, E. F. Richardson, J. Robertson, George Ross, D. Scott, J. F. Simpson, W. R. Skeeles, J. Speight, H. Stell, Charles Sederman, William Titt, Charles Vigurs, E. Walton, H. Waterman, Edgar Watkins, John Whitaker, F. Whitehead | 196    |

### Wasserball
| Disziplin | Platz         | Athleten | Viertelfinale | Halbfinale | Finale                |
| --------- | ------------- | --- | ------------- | ---------- | --------------------- |
| Männer    |               | |               |            |                       |
| Männer    | Olympiasieger | George Cornet, Charles Forsyth, George Nevinson, Paul Radmilovic, Charles Sydney Smith, Thomas Thould, George Wilkinson | Freilos       | Freilos    | Besiegten Belgien 9-2 |

### Wasserspringen
| Disziplin     | Platz    | Athlet            | Vorrundengruppen                | Halbfinale                               | Finale         |
| ------------- | -------- | ----------------- | ------------------------------- | ---------------------------------------- | -------------- |
| Männer        |          |                   |                                 |                                          |                |
| Turmspringen  | Achter   | Harold Goodworth  | 76,00 Punkte Zweiter, Gruppe 1  | 59,48 Punkte Vierter, Zweites Halbfinale | nicht erreicht |
| Turmspringen  | Zwölfter | George Cane       | 73,10 Punkte Dritter, Gruppe 4  | nicht erreicht                           | nicht erreicht |
| Turmspringen  | 14.      | James Aldous      | 68,00 Punkte Fünfter, Gruppe 1  | nicht erreicht                           | nicht erreicht |
| Turmspringen  | 16.      | William Hoare     | 65,20 Punkte Dritter, Gruppe 2  | nicht erreicht                           | nicht erreicht |
| Turmspringen  | 19.      | William Webb      | 57,70 Punkte Vierter, Gruppe 3  | nicht erreicht                           | nicht erreicht |
| Turmspringen  | 21.      | Thomas Collins    | 56,50 Punkte Fünfter, Gruppe 3  | nicht erreicht                           | nicht erreicht |
| Turmspringen  | 23.      | Thomas Harrington | 53,15 Punkte Sechster, Gruppe 5 | nicht erreicht                           | nicht erreicht |
| Kunstspringen | Sechster | Harold Clarke     | 78,60 Punkte Zweiter, group 2   | 81,10 Punkte Vierter, Zweites Halbfinale | nicht erreicht |
| Kunstspringen | Siebter  | Herbert Pott      | 82,50 Punkte Erster, Gruppe 4   | 79,60 Punkte Dritter, Erstes Halbfinale  | nicht erreicht |
| Kunstspringen | Zehnter  | Frank Errington   | 70,83 Punkte Zweiter, Gruppe 3  | 72,60 Punkte Fünfter, Erstes Halbfinale  | nicht erreicht |
| Kunstspringen | Zwölfter | Harold Smyrk      | 78,30 Punkte Dritter, Gruppe 5  | nicht erreicht                           | nicht erreicht |
| Kunstspringen | 14.      | Harry Crank       | 70,30 Punkte Vierter, Gruppe 1  | nicht erreicht                           | nicht erreicht |
| Kunstspringen | 16.      | William Hoare     | 67,80 Punkte Fünfter, Gruppe 3  | nicht erreicht                           | nicht erreicht |
| Kunstspringen | 17.      | Anthony Beckett   | 67,50 Punkte Fünfter, Gruppe 1  | nicht erreicht                           | nicht erreicht |
| Kunstspringen | 18.      | William Bull      | 66,00 Punkte Dritter, Gruppe 4  | nicht erreicht                           | nicht erreicht |
| Kunstspringen | 20.      | Thomas Cross      | 64,50 Punkte Vierter, Gruppe 5  | nicht erreicht                           | nicht erreicht |
| Kunstspringen | 23.      | Anthony Taylor    | 58,80 Punkte Dritter, Gruppe 2  | nicht erreicht                           | nicht erreicht |